# Moûtiers
Pour les articles homonymes, voir Moutiers.
Pour l’article ayant un titre homophone, voir Moutier.
Moûtiers est une commune française située dans le département de la Savoie, en région Auvergne-Rhône-Alpes.
Capitale historique de la vallée de la Tarentaise, Moûtiers est une petite ville qui comptait 3 482 habitants en 2022, ce qui en fait la vingt-et-unième commune savoyarde (2018). Elle se situe dans la partie basse de la vallée de l'Isère, sur les contreforts du massif de la Vanoise et du Beaufortain.
L'ancienne Darantasia, qui donnera son nom à la vallée, devient une métropole (en), au VIIIe siècle, avec l'installation du siège de l'évêché de Tarentaise et d'une cathédrale romane, dédiée à saint Pierre. Installée au centre de la vallée de l'Isère, elle se situe à la confluence avec le Doron de Bozel, où l'on trouve les trois vallées de Bozel, des Allues et des Belleville. Cette installation d'un siège épiscopal puis archiépiscopal est à l'origine d'ailleurs du toponyme moderne, issu de Monasterium (monastère).

## Géographie

### Localisation
Moûtiers est située au cœur de la vallée de la Tarentaise dont elle est la capitale. Elle est la porte d'accès à la haute-Tarentaise et de plusieurs grandes stations de sports d'hiver. Les 323 hectares du territoire de la commune se situent entre les montagnes, dans un espace restreint, des immeubles ont d'ailleurs été construits sur les pentes. Cette position ne permet d'ailleurs pas à la ville de Moûtiers de s'étendre.
Moûtiers est située au confluent de l'Isère et du Doron de Bozel.
Elle est située à 13 km de Bozel, à 14 km d'Aime, à 27 km d'Albertville, 5 km de  La Léchère et 27 km de Bourg-Saint-Maurice et à 53 km de La Chambre.

### Climat
Pour des articles plus généraux, voir Climat d'Auvergne-Rhône-Alpes et Climat de la Savoie.
En 2010, le climat de la commune est de type climat de montagne, selon une étude du Centre national de la recherche scientifique s'appuyant sur une série de données couvrant la période 1971-2000. En 2020, Météo-France publie une typologie des climats de la France métropolitaine dans laquelle la commune est exposée à un climat de montagne ou de marges de montagne et est dans la région climatique Alpes du nord, caractérisée par une pluviométrie annuelle de 1 200 à 1 500 mm, irrégulièrement répartie en été.
Pour la période 1971-2000, la température annuelle moyenne est de 10 °C, avec une amplitude thermique annuelle de 19,4 °C. Le cumul annuel moyen de précipitations est de 1 109 mm, avec 9,1 jours de précipitations en janvier et 9,1 jours en juillet. Pour la période 1991-2020, la température moyenne annuelle observée sur la station météorologique installée sur la commune est de 11,9 °C et le cumul annuel moyen de précipitations est de 930,4 mm,. Pour l'avenir, les paramètres climatiques de la commune estimés pour 2050 selon différents scénarios d'émission de gaz à effet de serre sont consultables sur un site dédié publié par Météo-France en novembre 2022.
| Mois                                  | jan.             | fév.           | mars            | avril           | mai           | juin           | jui.         | août          | sep.          | oct.            | nov.           | déc.           | année      |
| ------------------------------------- | ---------------- | -------------- | --------------- | --------------- | ------------- | -------------- | ------------ | ------------- | ------------- | --------------- | -------------- | -------------- | ---------- |
| Température minimale moyenne (°C)     | −1,9             | −1,1           | 2,6             | 5,9             | 9,8           | 13,2           | 15           | 14,8          | 11,3          | 7,3             | 2,4            | −1             | 6,5        |
| Température moyenne (°C)              | 1,6              | 3,6            | 8,4             | 12,2            | 16,1          | 19,7           | 21,7         | 21,4          | 17,1          | 12,4            | 6,4            | 1,9            | 11,9       |
| Température maximale moyenne (°C)     | 5,2              | 8,4            | 14,2            | 18,5            | 22,3          | 26,1           | 28,4         | 28            | 23            | 17,5            | 10,3           | 4,9            | 17,2       |
| Record de froid (°C) date du record   | −18,2 15.01.1966 | −17 12.02.1956 | −13 05.03.1949  | −5,5 06.04.1970 | −1 04.05.1967 | 1,2 04.06.1989 | 5 01.07.1948 | 4 24.08.1953  | 0 26.09.1947  | −4,5 31.10.1950 | −10,2 27.11.05 | −18 27.12.1962 | −18,2 1966 |
| Record de chaleur (°C) date du record | 16,5 02.01.03    | 22,5 24.02.21  | 28,1 22.03.1990 | 32 27.04.1947   | 36 31.05.1947 | 38 23.06.03    | 42 07.07.15  | 41 04.08.1947 | 34 20.09.1947 | 29,1 01.10.19   | 23,2 02.11.08  | 19 03.12.03    | 42 2015    |
| Précipitations (mm)                   | 96,7             | 70,6           | 73,3            | 58,6            | 78,8          | 74,7           | 77,2         | 74            | 64,8          | 75,3            | 79,6           | 106,8          | 930,4      |

### Voies de communication et transports

#### Voies routières
Moûtiers est située sur la RN 90 qui est une voie rapide prolongeant l'A430. À partir de Moûtiers, la RN 90 remonte la vallée de la Tarentaise vers le col du Petit-Saint-Bernard (en direction d'Aoste en Italie). Au-delà de Bourg-Saint-Maurice, elle a été déclassée en route départementale (RD 1090).

#### Pistes cyclables
Une piste cyclable relie Moûtiers au barrage d'Aigueblanche, une autre suit l'ancien tracé de la RN 90 dans les gorges de Ponserand.

#### Transport ferroviaire

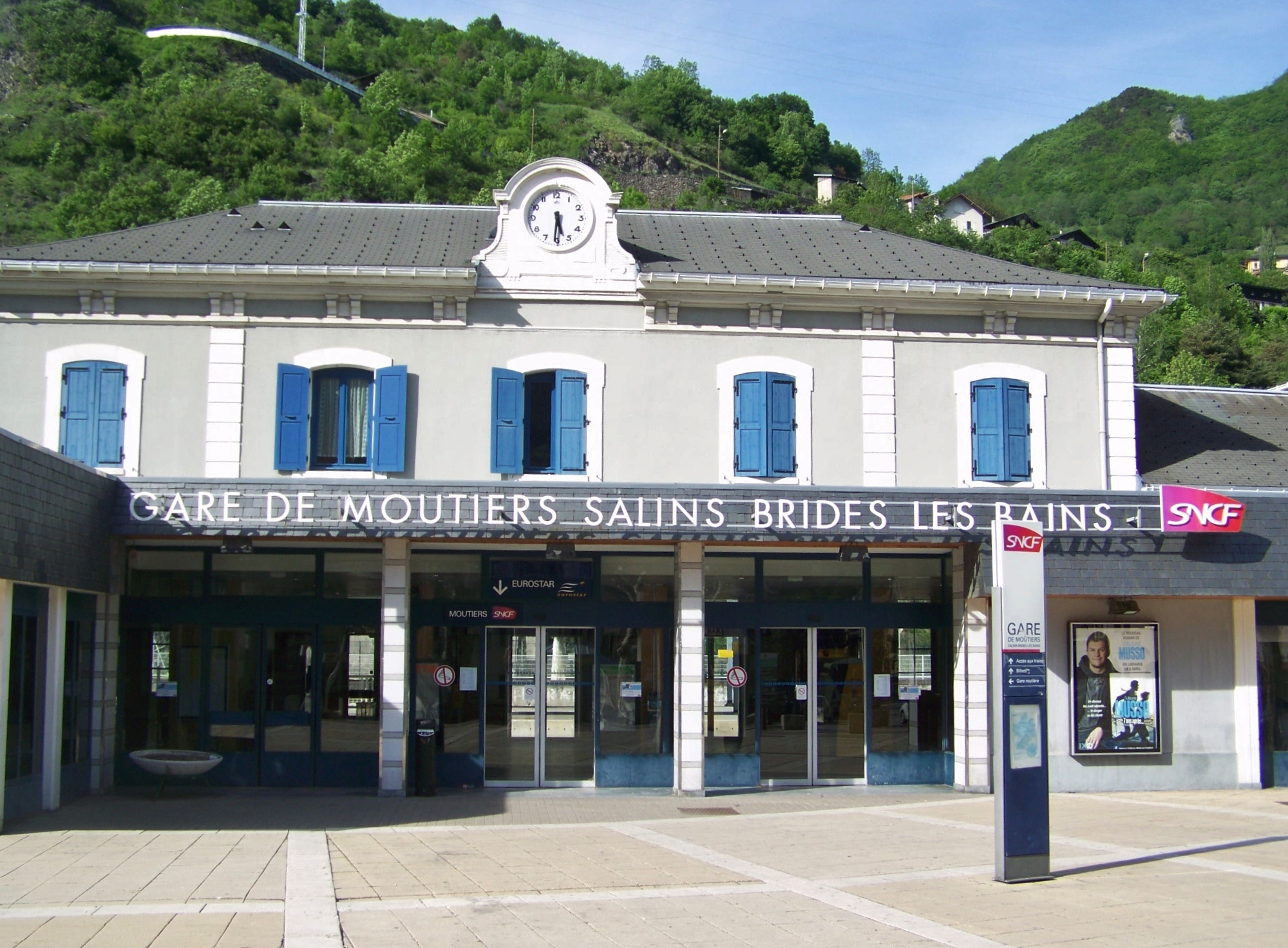
La gare SNCF de Moûtiers-Salins-Brides-les-Bains.

La gare de Moûtiers-Salins-Brides-les-Bains dessert par voie routière les Trois Vallées (Courchevel, La Tania, Méribel, Les Menuires, Val Thorens), ainsi que Champagny-en-Vanoise, Pralognan-la-Vanoise, Valmorel, Aime et Bourg-Saint-Maurice.

## Urbanisme

### Typologie
Au 1er janvier 2024, Moûtiers est catégorisée bourg rural, selon la nouvelle grille communale de densité à sept niveaux définie par l'Insee en 2022.
Elle appartient à l'unité urbaine de Moûtiers, une agglomération intra-départementale regroupant deux  communes, dont elle est ville-centre,,. Par ailleurs la commune fait partie de l'aire d'attraction de Moûtiers, dont elle est la commune-centre,. Cette aire, qui regroupe 7 communes, est catégorisée dans les aires de moins de 50 000 habitants,.

### Occupation des sols
L'occupation des sols de la commune, telle qu'elle ressort de la base de données européenne d’occupation biophysique des sols Corine Land Cover (CLC), est marquée par l'importance des forêts et milieux semi-naturels (54,3 % en 2018), une proportion identique à celle de 1990 (54,3 %). La répartition détaillée en 2018 est la suivante : 
forêts (54,3 %), zones urbanisées (25,5 %), prairies (15,2 %), mines, décharges et chantiers (2,7 %), zones industrielles ou commerciales et réseaux de communication (2,1 %), zones agricoles hétérogènes (0,2 %).
L'IGN met par ailleurs à disposition un outil en ligne permettant de comparer l’évolution dans le temps de l’occupation des sols de la commune (ou de territoires à des échelles différentes). Plusieurs époques sont accessibles sous forme de cartes ou photos aériennes : la carte de Cassini (XVIIIe siècle), la carte d'état-major (1820-1866) et la période actuelle (1950 à aujourd'hui).

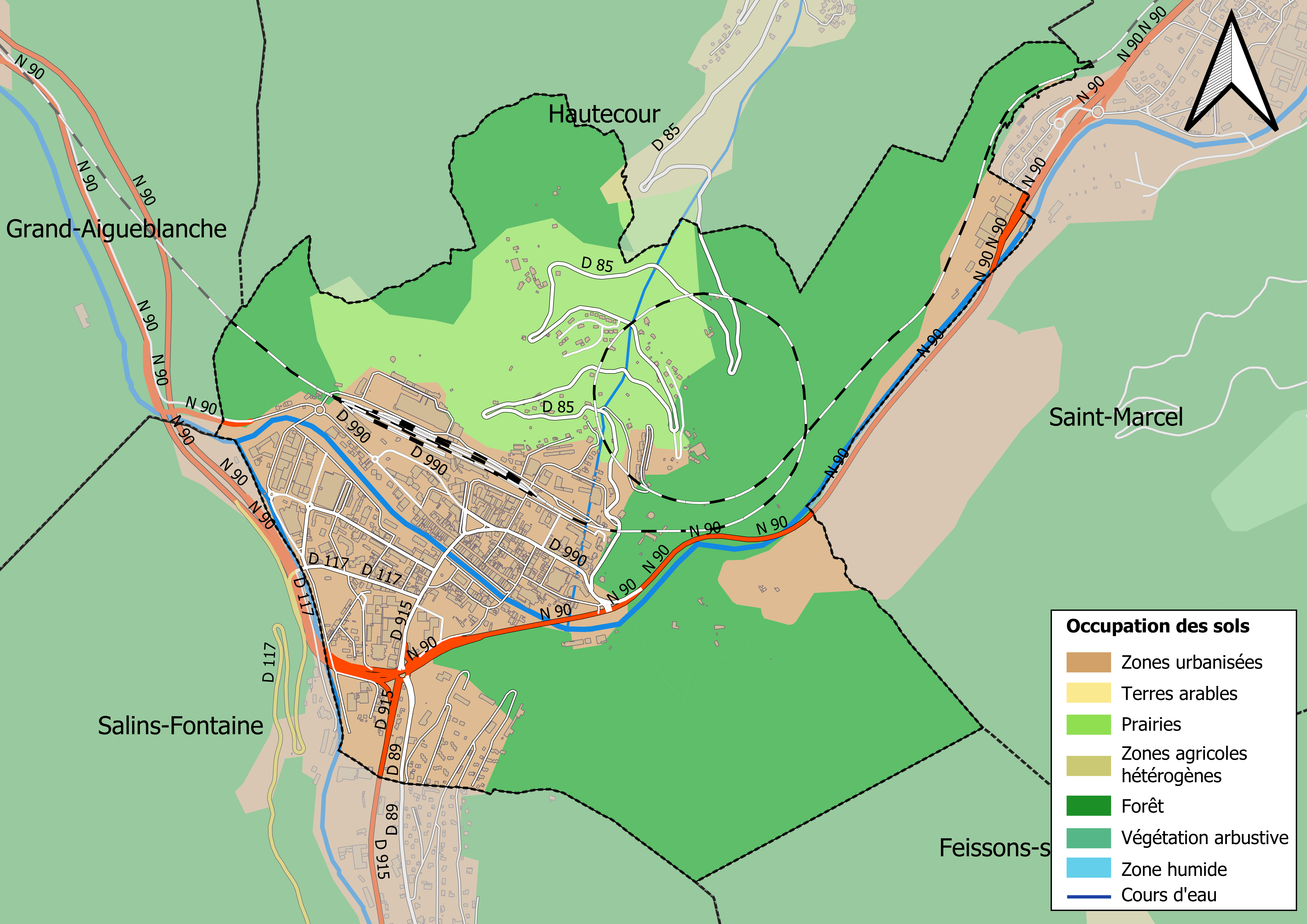
Carte des infrastructures et de l'occupation des sols en 2018 (CLC) de la commune.
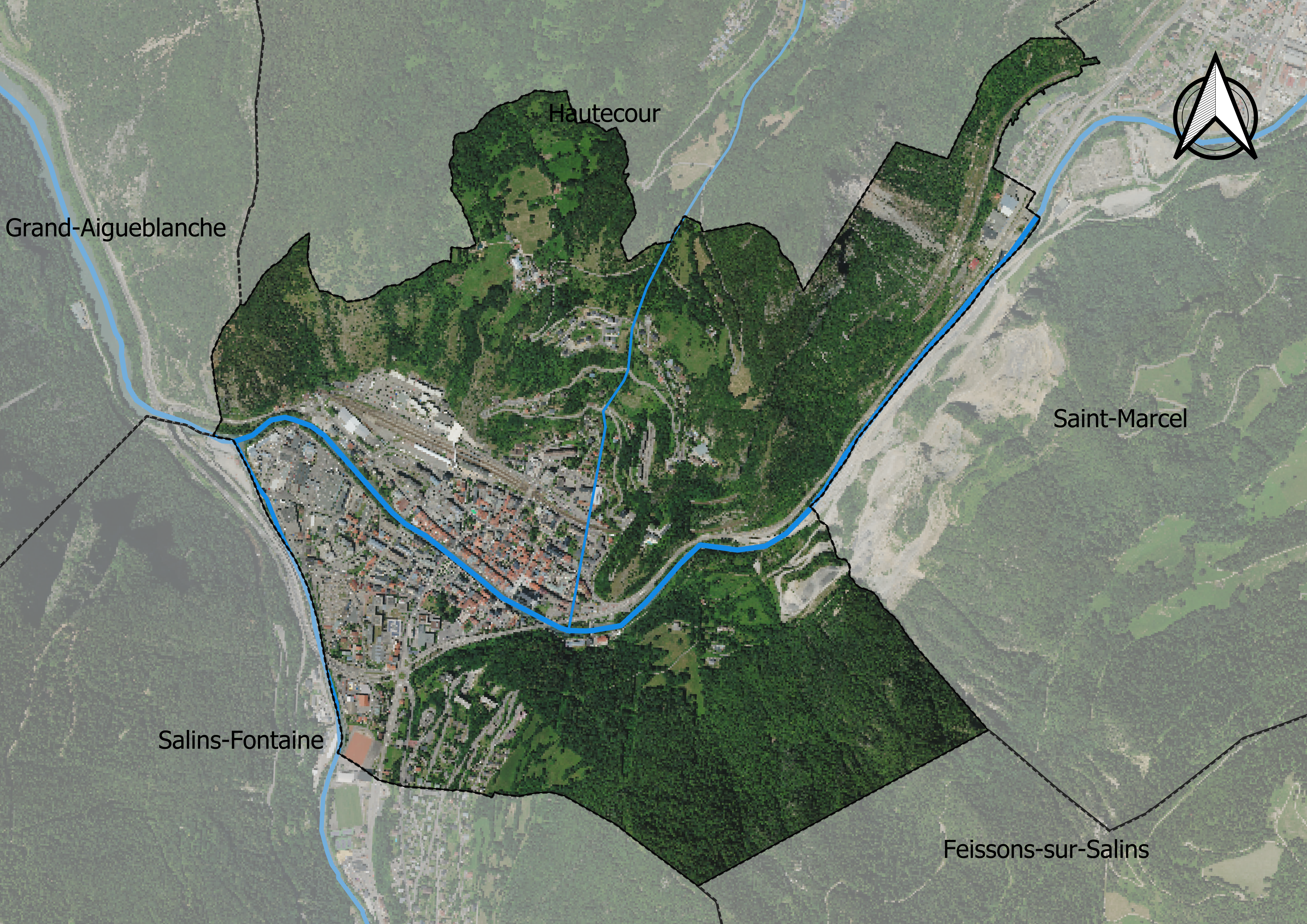
Carte orthophotogrammétrique de la commune.

### La confluence
Le site de Moûtiers est un site typique de confluence entre l'Isère et le Doron de Bozel, son affluent de rive gauche. Celui-ci, par comparaison avec l’Isère est encore proche de ses sources au cœur du massif de la Vanoise d'où son cours à la fois impétueux sa forte charge alluviale : c’est son cône de déjection qui commande la pente topographique du sud vers le nord. Dans la partie est, l’Isère, sous la protection du coteau de Champoulet, a sa dynamique propre et ne se laisse pas plaquer contre les pentes de Hautecour : après son coude brutal au sortir du défilé de Pomblière, elle se ménage une petite plaine.
Les sections suivantes font référence au plan établi en 1975. Malgré l'ancienneté du plan, il s'agit d'une bonne base de départ pour apprécier l’évolution très limitée de la situation depuis cette date.

### La capitale historique

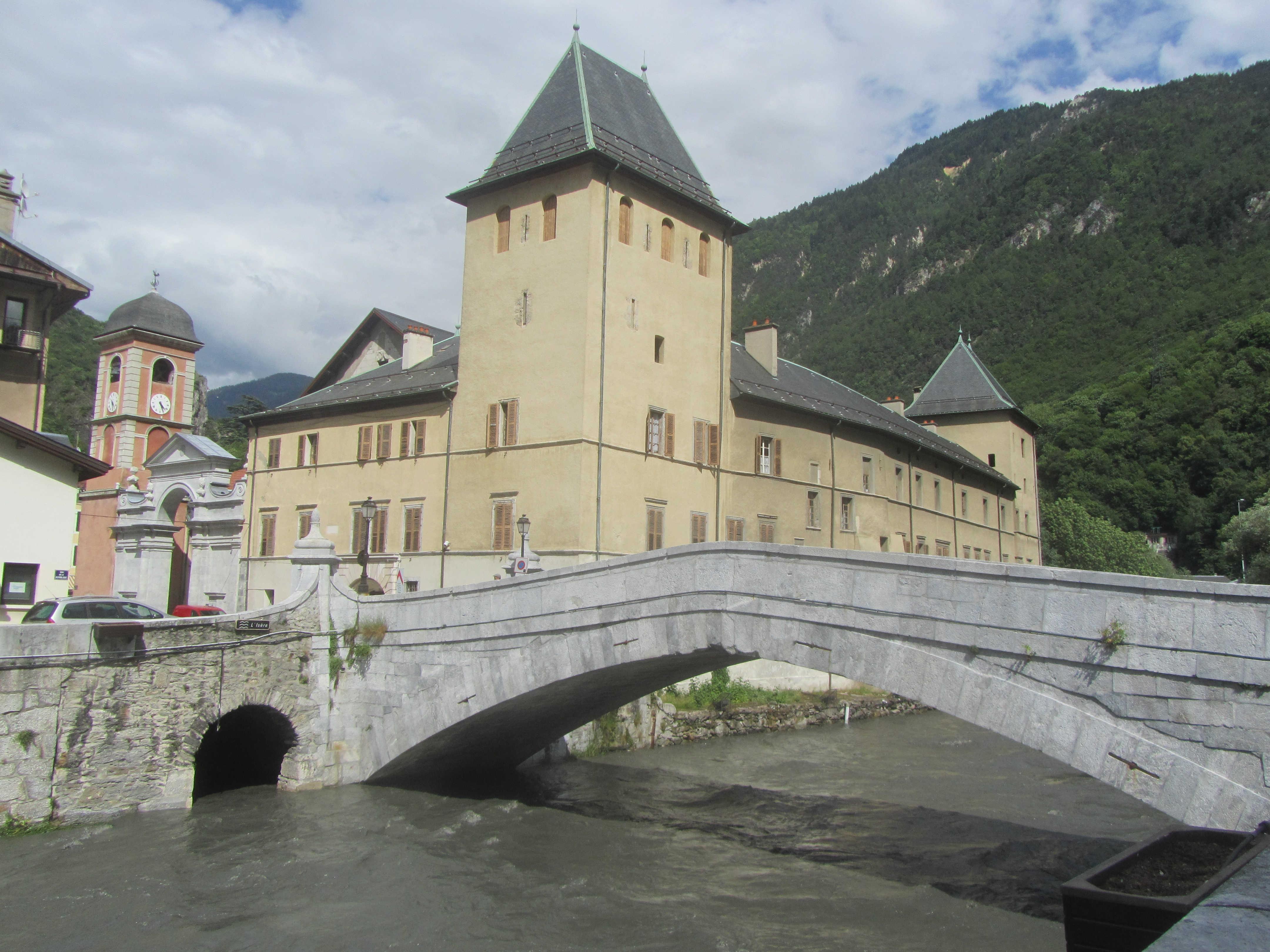
Pont Saint-Pierre, point de départ du développement du bourg.

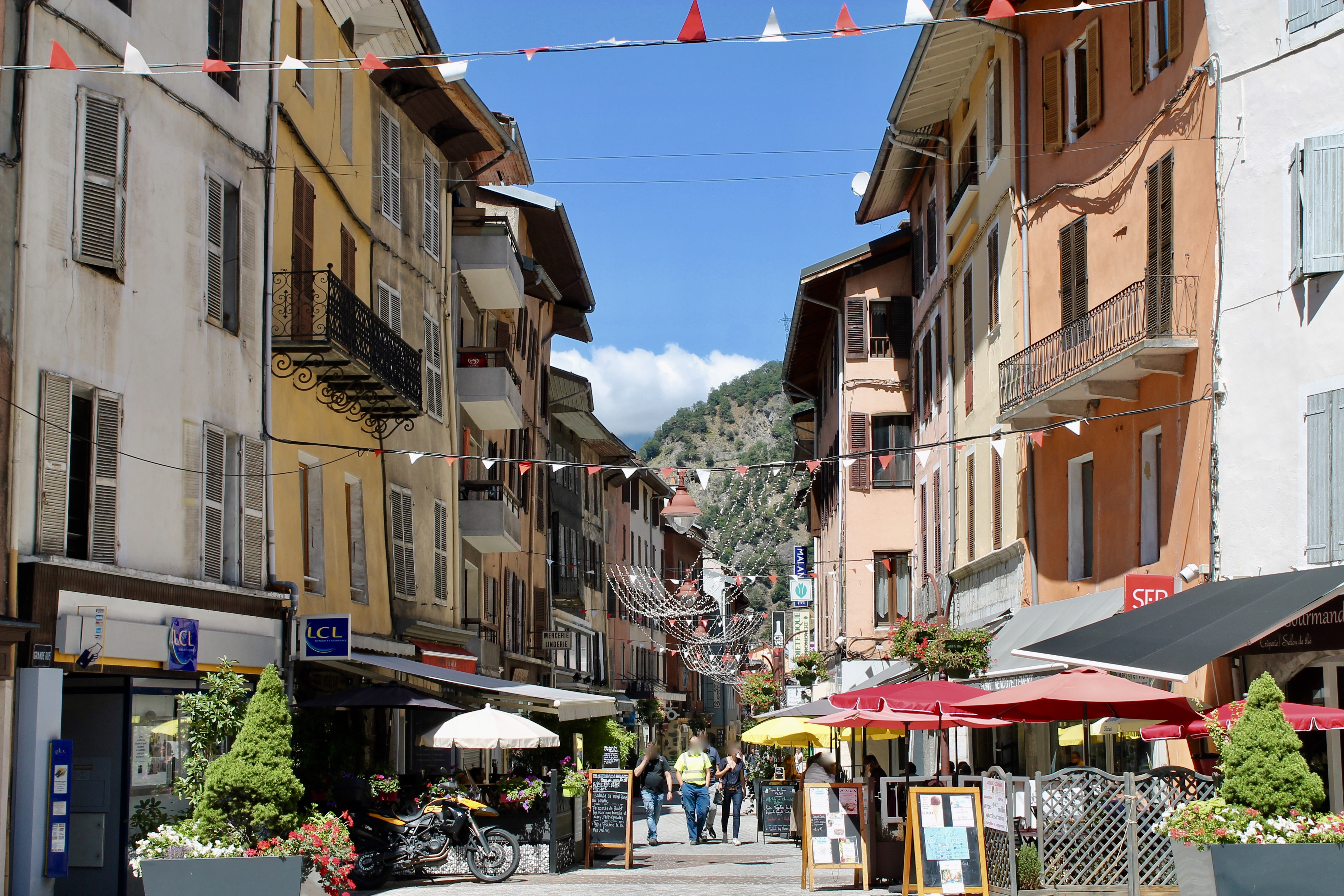
La Grande-Rue est au cœur de la capitale de la Tarentaise.

Le centre historique de l'ancienne Darentasia s’est développé en tant que site de pont : la traversée de l'Isère est facilitée par sa relative étroitesse. Il est ensuite facile de gagner la vallée du doron en serrant de près l’avancée de Champoulet. Les archevêques-comtes pouvaient exercer leur pouvoir civil religieux depuis l'ensemble cathédral. La fonction commerçante a logiquement suivi : la Grande-Rue dit Grand’rue en reste le symbole. L’ensemble du quartier conserve des rues étroites et un bâti de maisons jointives en hauteur. Le rajeunissement a été opéré dans les années 1970 par l’opération ponctuelle de rénovation Saint-Antoine. Le développement a surtout concerné la rive droite. Dans le prolongement de ce centre vers l’aval, le faubourg classiquement nommé « de la Madeleine » a, classiquement aussi, un profil linéaire.

### La modeste sous-préfecture

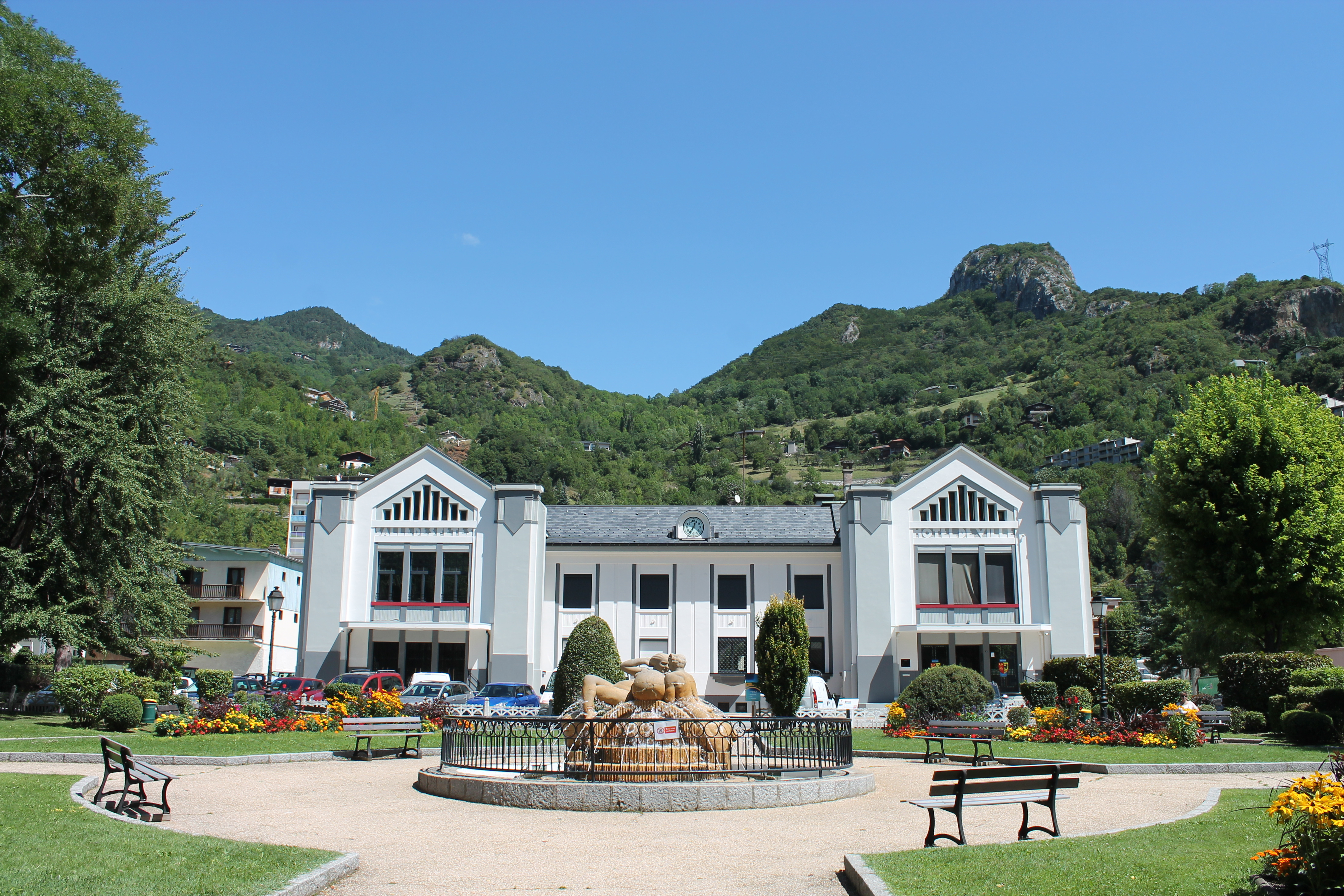
Hôtel de ville, installé sur l'emplacement de l'ancienne sous-préfecture.

À partir de l'annexion de la Savoie (1860) et jusqu'au lendemain de la Seconde Guerre mondiale, le développement urbain est resté très modéré, tout comme l'essor démographique (1 957 habitants en 1861, 2 911 en 1936). Il porte cependant la marque de la révolution des transports. Il s'agit moins du développement des transports routiers avec l'évitement du centre historique par la RN 90 que de l'arrivée du chemin-de-fer en 1893 ; Moûtiers devait rester la gare terminus jusqu'en 1913. Comme pour le centre ancien, ce développement est dissymétrique, plus important en rive droite, en direction de la gare PLM. Il prend la forme d’immeubles modernes pris dans une trame viaire géométrique, avec des espaces ouverts comme le square de la Liberté, aux Quatre chemins. L'hôtel de ville s'y délocalisera en 1932 après le départ de la sous-préfecture (1926). L'urbanisation profite de l'effacement de la fonction militaire, avec la fermeture de la caserne de chasseurs alpins, qui fait place à un groupe scolaire primaire, ainsi que du déclin de la vie rurale avec la fermeture du champ de foire.

### De l'industrie à l'olympisme

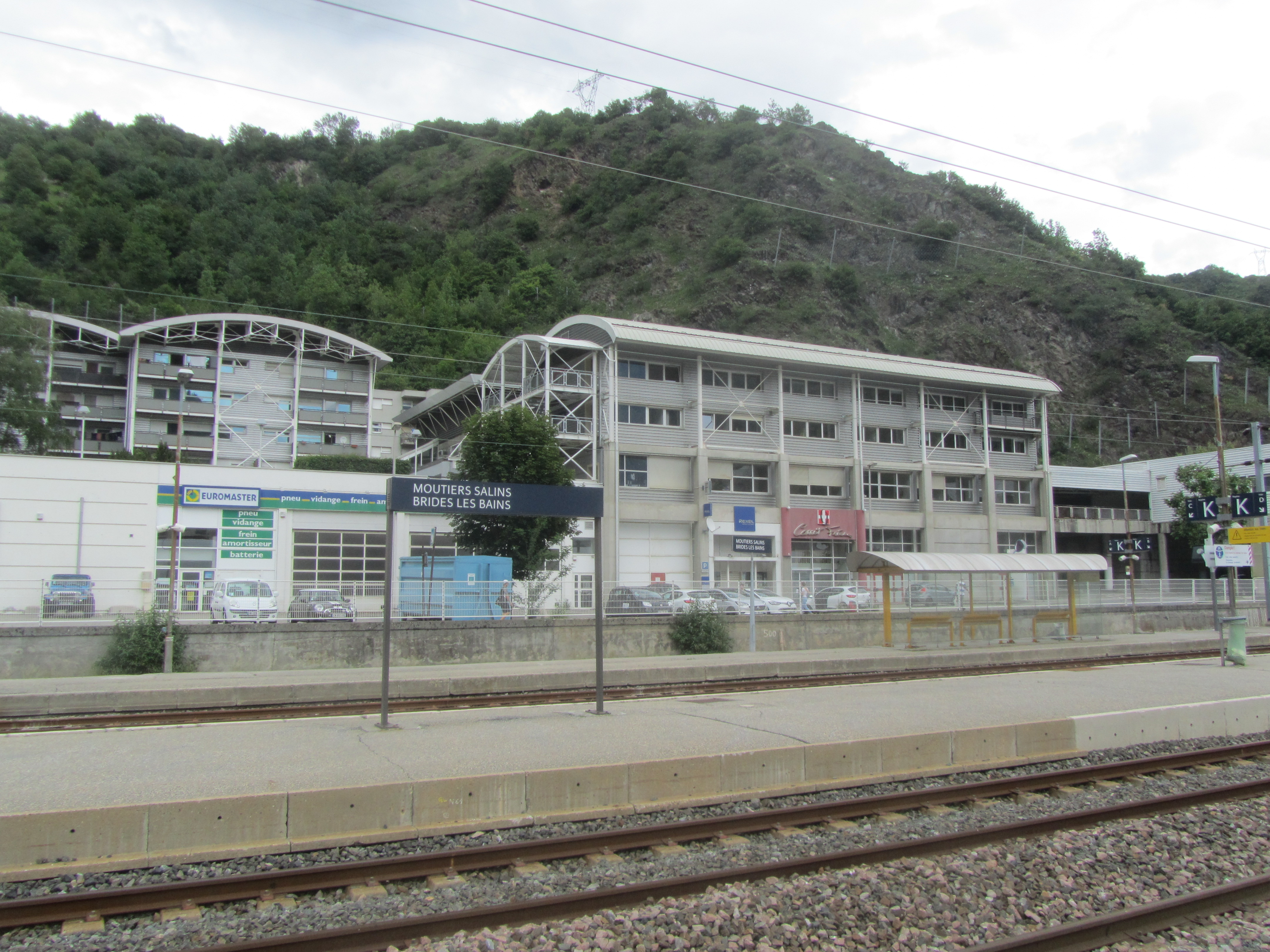
Immeubles sur l'emplacement de l'ancienne aciérie.

À l'inverse de Saint-Jean-de-Maurienne, la révolution de la houille blanche n'aura marqué que pour une brève période la capitale de la Tarentaise. Ce n'est pas la construction en 1932 d'une centrale hydroélectrique discrète qui marque le paysage mais, branchée sur la voie ferrée, celle d'une aciérie construite par Ugine en 1938. Si cette création était dans la logique de la croissance de cette société pour la fabrication des aciers inoxydables, sur le plan de l'urbanisme l'apport est essentiellement négatif. Les halls de fabrication imposaient leur masse étagée sur quatre niveaux entre la voie ferrée et les pentes sous Hautecour, en contraste total avec la vieille capitale. Mais pas d'urbanisme en cités pavillonnaires et, partant, pas d'afflux de population, faute de place mais surtout parce que la main-d'œuvre était pour une bonne part constituée d’ouvriers-paysans domiciliés dans les villages environnants. La parenthèse est refermée avec la fermeture de l'usine en 1982 et la chance tourne cette fois en faveur de la ville : les Jeux olympiques d'hiver de 1992 portent le nom « Jeux d'Albertville et de la Savoie ». Moûtiers s'est trouvée en position beaucoup plus centrale par rapport aux différents sites olympiques et est dotée de bâtiments spacieux pour exercer sa part de commandement : le centre international de Radio-Télévision (CIRTV), un bâtiment réalisé en 1991 par l'architecte Denis Sloan, sur une ancienne friche industrielle de la commune, qui occupe 22 000 m² (dont 8 000 m² démontables). Ils sont affectés aujourd'hui à des usages de bureaux, d'activités artisanale et complétés d'immeubles d'habitation à la pointe de la modernité. L'imposante gare routière installée à proximité de la gare ferroviaire, profitant de la réduction des emprises ferroviaires, est aménagée dans les années 1980 et calibrée pour distribuer les 500 000 touristes se rendant dans les stations de sports d'hiver de la vallée.

### Dans l'ambiance des Trente Glorieuses
La physionomie de la ville de Moûtiers porte aujourd’hui la marque de la vague de croissance exceptionnelle des Trente Glorieuses. Logiquement, c’est sur les espaces plats, à l’amont du cône de déjection, en contiguïté avec le bâti ancien, qu’ont été construits les grands établissements d’enseignement au niveau du collège et du lycée ainsi que les équipements sportifs. Il a fallu faire face à la croissance démographique (de 2911 en 1936 à 4342 en 1982). Faute d’espaces plats, il a fallu escalader les hauteurs et c’est pour finir à usage résidentiel qu’a été transformée la ZAC de Champoulet où se côtoient barres d’immeubles et individuels groupés. La limite communale montre que cette ZAC s’étendait aussi sur la commune de Salins-les-Thermes qui a quadruplé sa population  passée de 264 habitants en 1946 à 1078 en 1985. Les HLM ont également surgi aux côtés des anciennes casernes devenues cité scolaire primaire et sont montées sur les premières pentes sous Hautecour. Cependant, pour celui qui découvre la ville au sortir du tunnel de Ponsérand, le premier choc est celui de la zone d’activité dites « des Salines », en rappel du passé. Sa superficie est à la mesure des besoins nés depuis les années 1950, pour la construction, la maintenance et l’approvisionnement des stations de ski, en particulier celles des Trois vallées. Elle en constitue la base arrière.
En avril 2018, la ville a accueilli des artistes du street art dans le cadre d'un nouveau festival afin d'« offrir à la population locale mais aussi touristique un nouveau regard sur la ville ».

## Toponymie
Moûtiers trouve l'origine de son toponyme dans le nom de Monasterium, d'où vient le terme monastère. La première mention de la cité, selon l'abbé Joseph-Antoine Besson, en 1096 sous la forme Manasterium. La forme évolue au cours des siècles avec Monsterium (1171), Musterio (Bulle d'or (1186)), Musterii (1265, 1276) ou encore Mostiers en 1563. La référence au monastère provient de l'installation notamment du centre du diocèse de Tarentaise.
La capitale tarine correspond à l'ancienne cité Darantasia,, qui donne son nom à la vallée de la Tarentaise. Selon le toponymiste Ernest Nègre ou encore le site de Henry Suter, cette dernière aurait une origine préceltique de sens inconnu,. La première mention de Darantasia remonte à fin du IIIe siècle, notamment sur l'Itinéraire d'Antonin ou encore la carte de Peutinger. En 450, on mentionne l'oppidum Tarantasie. La forme Tarentasia s'impose elle à partir du XIIIe siècle. L'usage du nom pour la province remonterait au XIe siècle.
P.-H. Billy estime que l'ancien nom Darantasia vient de la racine indo-européenne * tr̥ntasia, « gué » : l'itinéraire pré-romain, repris par la voie romaine, remonte la rive droite de l'Isère de Grenoble à Aoste (Italie), en franchissant le Col du Petit Saint-Bernard. L'ancienne ville de Moûtiers est bâtie sur les deux rives, à un des rares endroits où le franchissement de la rivière est relativement aisé.
En francoprovençal, le nom de la commune s'écrit Moutchér (graphie de Conflans) ou Mo(n)tiérs (ORB).

## Histoire

### Préhistoire
Les premières installations dans la vallée remonteraient au Néolithique,. Une hache-spatule, découverte sur le territoire communal, mais sans autre précision de lieu, prouverait une occupation humaine datant du Bronze moyen.

### Antiquité

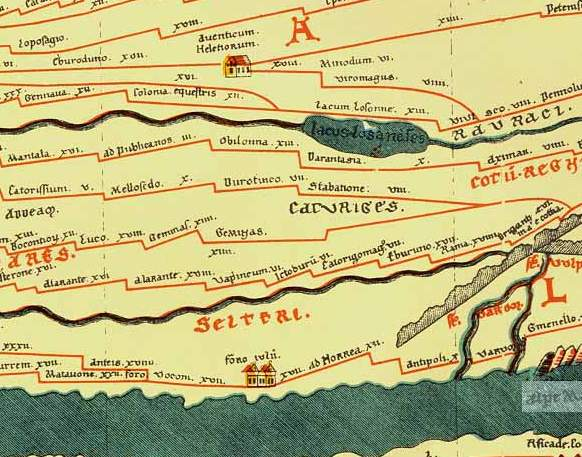
Vue partielle de la Table de Peutinger. Au centre la voie passant en Tarentaise par les cités : Axima (Aime) X. Darantasia (Moûtiers) XIII. Obilonna III. Ad Publicanos (Conflans, Albertville) XVI Mantala (Saint-Jean-de-la-Porte).

Durant l'Antiquité, la Tarentaise est occupée par les Ceutrons. Jules César négocie avec les Ceutrons son passage avec ses armées sur leur territoire. À la suite de la conquête romaine des Alpes, le pays des Ceutrons est placé sous une autorité militaire, puis les Romains établissent la province des Alpes grecques, avec Axima puis Forum Claudi Ceutronum (aujourd'hui Aime), comme capitale,. La voie secondaire romaine figurant sur la table de Peutinger — A Mediolano per Alpes Graias — permet de relier la péninsule italienne, par le au col du Petit-Saint-Bernard Aoste à Vienna (Vienne) ou encore Genève, en empruntant par la haute vallée de l'Isère par Bergiatrium (Bourg-Saint-Maurice), Axima (Aime) et Darantasia (Moûtiers), à travers le  pays des Ceutrons,. Darantasia succède à Axima comme capitale, vers la fin du IIIe siècle,.
La petite cité se développe de part et d'autre d'un pont, ancêtre du pont Saint-Pierre. Il semble y avoir un forum, actuelle place du marché, de bâtiments publics qui se trouvait sous l'ensemble du groupe cathédral,. La Grande-Rue semble correspondre au decumanus et la rue Cardinale au cardo maximus. L'architecte et historien Étienne-Louis Borrel effectue des fouilles, en 1897, à l'issue de travaux effectués sous la chapelle du couvent situé rue du Pain-de-Mai. Il découvre un édifice circulaire — « les murs formant deux cercles concentriques » — pouvant s'apparenter à un temple gallo-romain. Cette hypothèse a depuis été remise en cause. Christian Mermet, président de l'Académie de la Val d'Isère, considère « En l'absence de fouilles fiables, il est actuellement impossible de déterminer la nature exacte de l'édifice ». L'historien Jean-Pierre Leguay considère de son côté qu'il « fait penser au primitif baptistère de Darantasia, relié soit à la primitive cathédrale, soit à celle reconstruite au début du VIe siècle par l'évêque Sanctus ».

### Période médiévale
La tradition raconte que saint Honorat vient, au commencement du Ve siècle, dans le bourg de Centron. Une lettre du pape saint Léon datée de 451 permet d'affirmer qu'il y avait un évêque à Darantasia pour le diocèse de Tarentaise qui correspondait au territoire de la civitas Ceutronum. À Darantasia, son disciple, Jacques d'Assyrie, moine de Lérins, évangélise la Tarentaise et bâtit une église qu'il dédia à saint Pierre et il y fit édifier un château fort. Il devint le premier évêque de Tarentaise.
Dans la liste des évêques de Tarentaise de Mgr Duchesne, en 1907, le premier évêque est Sanctius ou Sanctus. Celui-ci assiste au concile d'Épaone, en 517 et reconstruit la cathédrale Saint-Pierre consacrée par saint Avit, archevêque de Vienne, avant 525. Dans l'homélie qu'il prononce, Dicta in basilica sancti Petri quam Sanctus episcopus Tarantasiae condidit, saint Avit indique que la nouvelle église en remplace une plus ancienne devenue trop petite. Une monnaie mérovingienne possèdent également le nom de la cité.
Darantasia est d'abord un évêché suffragant de la province d'Arles (jusqu'en 450), puis de l'archidiocèse de Vienne, avant de devenir une métropole (en) à l'époque de Charlemagne dont le territoire correspondait à l'ancienne province des Alpes grecques et Pennines, ayant comme suffragants Saint-Jean-de-Maurienne, pendant environ un siècle, Sion en Valais, jusqu'au XVIe siècle, et Aoste.
Les Sarrasins s'étaient établis à La Garde-Freinet au début du VIIIe siècle jusqu'à ce qu'ils en soient chassés en 793. De là ils mènent des razzias sur le territoire des Alpes et tenaient les cols. À cette époque, l'église construite par Sanctus est détruite. Après la prise de La Garde-Freinet peut commencer la repopulation et la reconstruction des villes. Tel est ce que montre le précepte d'Agaune daté de 996, par lequel le roi de Bourgogne Rodolphe III donne le comté de Tarentaise à l'archevêque AymonIer/Amizon. Il est indiqué que l'archevêché de Moûtiers avait été depopulatus, dépeuplé, par les incursions des Sarrasins. Il est probable que cet évêque a entrepris la reconstruction de la cathédrale, mais aucun texte ne permet de l'affirmer. On retrouve à la même époque l'évêque de Turin, Landolfo (évêque de 1011 à 1037), qui reconstruit des églises détruites par les Maures dans son diocèse.

### Période révolutionnaire

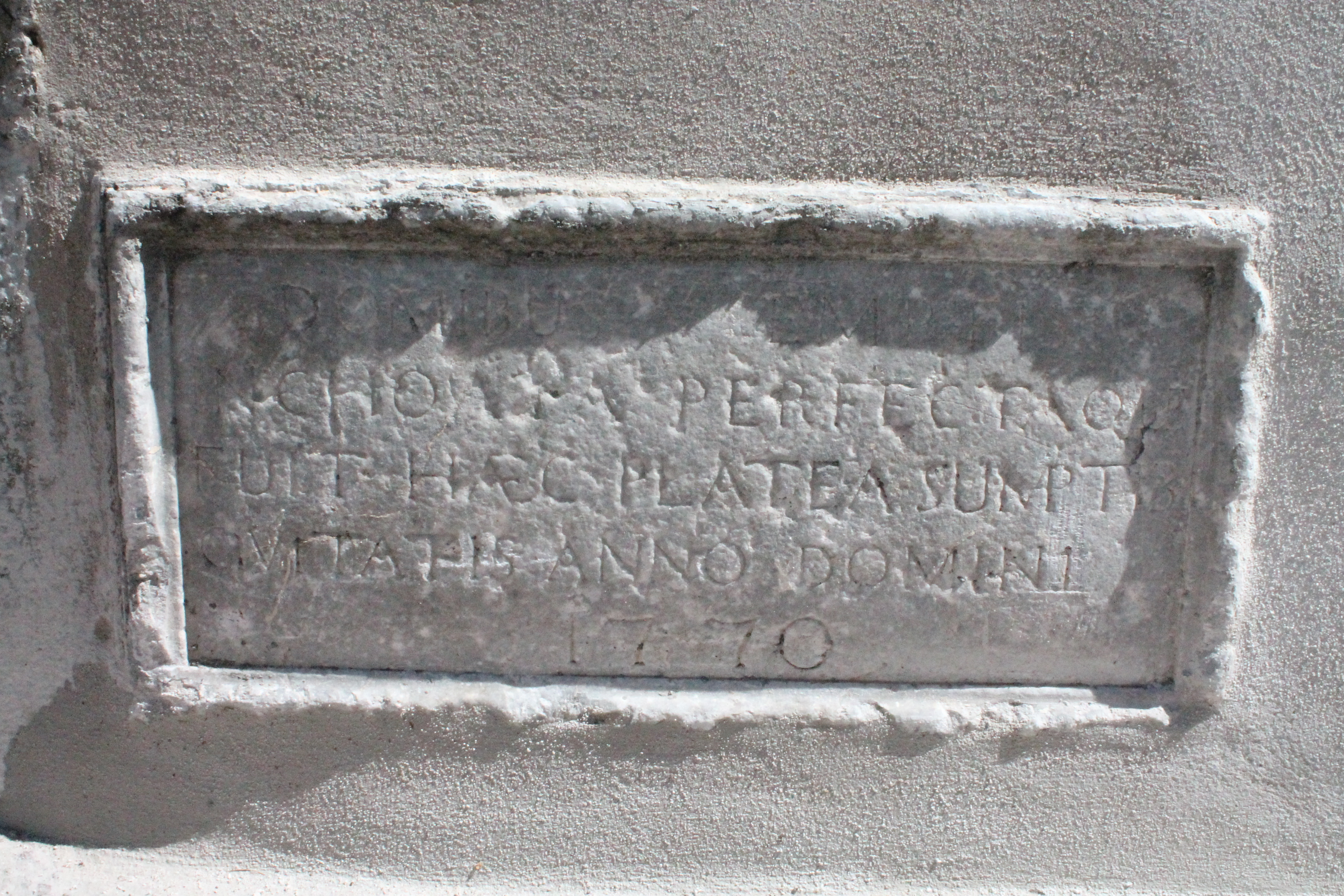
Inscription commémorative de la construction du quai de l'évêché (1770).

Le duché de Savoie est occupé par les troupes révolutionnaires françaises depuis 1792. La ville de Moûtiers devient le chef-lieu d'un district de cette date à 1795, puis d'un arrondissement dans le cadre du département du Mont-Blanc.

#### 1792: Vote en faveur du rattachement à la France révolutionnaire
Extrait du Procès-verbal du vote en faveur de l'annexion à la France par la commune de Moûtiers (11 octobre 1792) : « L'an 1792, le onze d'octobre, l'an IV de la Liberté et le Ier de l'Égalité, sur les dix heures du matin, à Moûtiers, dans l'église métroplolitaine de Saint-Pierre, la Nation française venant d'occuper par la force des armes tout le territoire du duché de Savoie, et cette même nation invitant à forme de manifeste de messieurs les députés de la Convention Nationale du 6 courant, que chaque communauté forme des assemblées primaires pour l'élection d'un député chargé d'exprimer son vœu dans une assemblée générale de toutes les communes pour l'organisation d'un nouveau gouvernement, vu que l'ancien doit cesser, la communauté de Moûtiers rière laquelle ledit manifeste a été lu, publié et affiché aux lieux et à la manière accoutumée, en ayant ouï la lecture et considéré qu'il est urgent de prendre des déterminations qui préviendront les effets funestes de l'anarchie et dissiperont la perplexité où sont les citoyens, a fait avertir par le son de la cloche, tant hier que ce matin, et par les avis qu'elle a fait communiquer, il y aurait une assemblée générale de tous les habitants...et sur la  proposition du choix du gouvernement, tous les citoyens assemblés ont unanimement délibéré  et par acclamation qu'ils désiraient former partie intégrante de l'Empire français avec lequel ils voulaient être pour toujours unis...Les citoyens ont député par acclamation et unanimement M. Joseph Abondance, médecin et en cas qu'il soit empêché, ils ont député M. Michel Grumery et, à son défaut, M. Benoît Fontanel... » (Archives municipales de la ville de Moûtiers).

#### Les assemblées civiques à Moutiers
« Le 28 pluviôse de l'an II de la République, le Conseil général de la commune de Moutiers assemblé sous la présidence du citoyen Jean-Pierre Bérard l'aîné, considérant que si l'instruction publique est le besoin de tous, elle l'est plus particulièrement dans ces contrées où l'habitant est aussi peu éclairé que simple et crédule; que le décret de la Convention sur la lecture publique des lois est exécuté, mais que l'on voit avec douleur ces assemblées civiques fort peu nombreuses; que ce défaut d'assiduité ne peut provenir d'une insouciance criminelle ou d'une indolence marquée; arrête, sur la motion d'un membre, et ouï l'agent national provisoire: Art.Ier. Tous les habitants de cette commune sont invités au nom de la patrie, au nom du Bien public et de leurs propres intérêts à assister assidument à la lecture des lois et décrets qui se fait régulièrement dans la cy-devant église de Saint-Pierre, aujourd'hui Temple de la Raison, tous les décadis, à 2 heures après midy. - Art.2. Cette invitation se publiera par affiches et au son de la caisse. - Art.3. Il est fait inhibition et défense à tous cabaretiers, aubergistes, vendeurs de vin, eau-de-vie et liqueurs et teneurs de jeux de donner à boire et laisser jouer chez eux pendant les heures de ladite lecture qui s'annonce par le son de la cloche, sous peine d'être regardés comme ennemis de la chose publique et dénoncés comme tels.»(Archives municipales. Registre VII folio 199-284).

#### 1793: Moûtiers est renommée Mont-Salins
Par ordre du représentant du peuple, Antoine-Louis Albitte, le Robespierre savoyard, la commune de Moutiers est renommée Mont-Salins, à compter du 25 vendémiaire, an II de la République française (16 octobre 1793). Le représentant du peuple Gauthier abroge cette obligation le 3 janvier 1796, en arrêtant que "les communes reprendront leurs anciennes dénominations, nonobstant tous arrêtés contraires, jusqu'à ce qu'elles aient été autorisées par décret. Elles sont néanmoins tenues d'en supprimer autant que faire se pourra, tout ce qui a quelque rapport au fanatisme et à la féodalité".

#### 1793: La prison révolutionnaire de Mont-Salins
Le 10 fructidor, an II, on y trouvait : 8 prêtres, 11 nobles, 2 capucins, 2 religieuses, 2 filles, 20 paysans, tous suspects. Le 22 brumaire an III, on voit figurer sur les registres d'écrou : Le laboureur Martinet, de Petit-Cœur, 74 ans, accusé d'avoir tenu des propos inciviques en payant à boire à un militaire. Michel Hugues, 50 ans, accusé d'avoir refusé des assignats. La veuve Cognié, 30 ans, accusée du recel d'une cloche pesant 2 quintaux... (Archives de Moûtiers).

#### 1794: La pratique de la religion à Mont-Salins, sous le Régime révolutionnaire français
"Le 2° thermidor de l'an III, un membre du Conseil donne connaissance que depuis quelques jours on a élevé une croix dans le cimetière qui est au lieu des Salines, ce qui est une infraction à la loi du 23 ventôse dernier. Le Conseil, considérant que la loi susvisée prohibe tout signe extérieur de culte, arrête, ouï le Procureur de la commune, que ladite croix sera enlevée par les soins du citoyen Blanche. Le Conseil arrête que les citoyens Crud et Dumas sont députés pour assister aux exercices du culte chaque fois que les citoyens s'assembleront, afin de surveiller ledit exercice conformément à la loi". (Registre communal.N° VII, folios 389-390).

#### L'École pratique des Mines du Mont-Blanc (1802 — 1814)
La première école des mines créée à l'hôtel des Monnaies de Paris disparaît en 1791 dans la tourmente révolutionnaire, mais est reconstituée par un arrêté du Comité de salut public le 13 messidor an II (1794), est installée à Peisey-Nancroix après l'arrêté des consuls du 23 pluviôse an X (1802). L'école prend le nom d’École pratique des Mines du Mont-Blanc. En raison de l'inconfort de Peisey, inhabitable une partie de l'année, dépourvu de tout chemin carrossable, l'administration de l’école est installée dans les locaux de l'ancien grand séminaire de Moutiers. L'invasion sarde de 1814 interrompt le fonctionnement de l'école. Après les événements de 1814, avec le même personnel, l'école est définitivement reconstituée à Paris, par l'ordonnance du 6 décembre 1816 et établie à l'hôtel de Vendôme, longeant le jardin du Luxembourg, emplacement qu'elle occupe encore aujourd'hui sous le nom d'École nationale supérieure des mines de Paris.

### Période contemporaine
Pour des raisons militaires de protection de la frontière, on a entrepris la construction de la ligne de chemin de fer entre Saint-Pierre-d'Albigny et Bourg-Saint-Maurice après l'accord de Triple Alliance entre l'Allemagne, l'Autriche-Hongrie et l'Italie, en 1880. Le train arrive à Moûtiers en 1893. Il dessert Bourg-Saint-Maurice en 1913. Les projets de prolongement de la ligne sous le col du Petit-Saint-Bernard vers la vallée d'Aoste n'ont jamais dépassé le stade des études. Les contraintes topographies ont nécessité de construire un tunnel hélicoïdal à la sortie de la gare de Moûtiers, en direction de Centron, pour reprendre une différence de niveau d'environ 40 mètres.
Les sections de la Saulcette, Beauregard et la Grande-Saulcette sont retirées de la commune de Moûtiers pour être attachées à celle de Saint-Marcel, en août 1953.

#### Les Salines Royales de Moûtiers
Depuis le Moyen Âge, on produit du sel à Moûtiers. Sous la Renaissance, le duc Emmanuel-Philibert de Savoie (1528-1580) organise la production industrielle des salines de Moûtiers. Au XVIIIe siècle, les établissements industriels des Salines Royales produisent plus de 1 000 tonnes de sel dans l'année, dans cinq bâtiments de graduation situés entre l'Isère et le Doron.
Le chevalier Charles-François de Buttet (1738-1797), Inspecteur général des Salines de Tarentaise, est nommé en 1770 directeur des Salines Royales de Moûtiers par le roi Charles-Emmanuel III de Sardaigne, à qui il soumet le projet d'un nouveau procédé de cristallisation du sel. Le système de son invention consistait à filtrer les eaux salines au travers de fagots de branchage, en ralentissant le courant et ensuite à les faire couler lentement sur de longues cordes de chanvre disposées dans des bâtiments industriels. Il suffisait au dernier stade de racler les cordes pour en extraire le sel.
Ce procédé permet une large augmentation de la production de sel en Savoie. Mais, à la suite de l'Annexion de la Savoie de 1860, les activités des Salines commencent à péricliter en raison, d'une part de la perte du monopole de la vente de sel, d'autre part, de la concurrence de la production de sel du Midi de la France. Il ne restait plus que 26 ouvriers. Les Salines Royales de Moûtiers se sont arrêtées en 1866 et il n'en subsiste plus aujourd'hui que des vestiges de bâtiments en ruine. En 1989, la municipalité donne le nom du chevalier de Buttet au pont qui se trouve à proximité du quartier des Salines Royales.

#### Au temps de la houille blanche

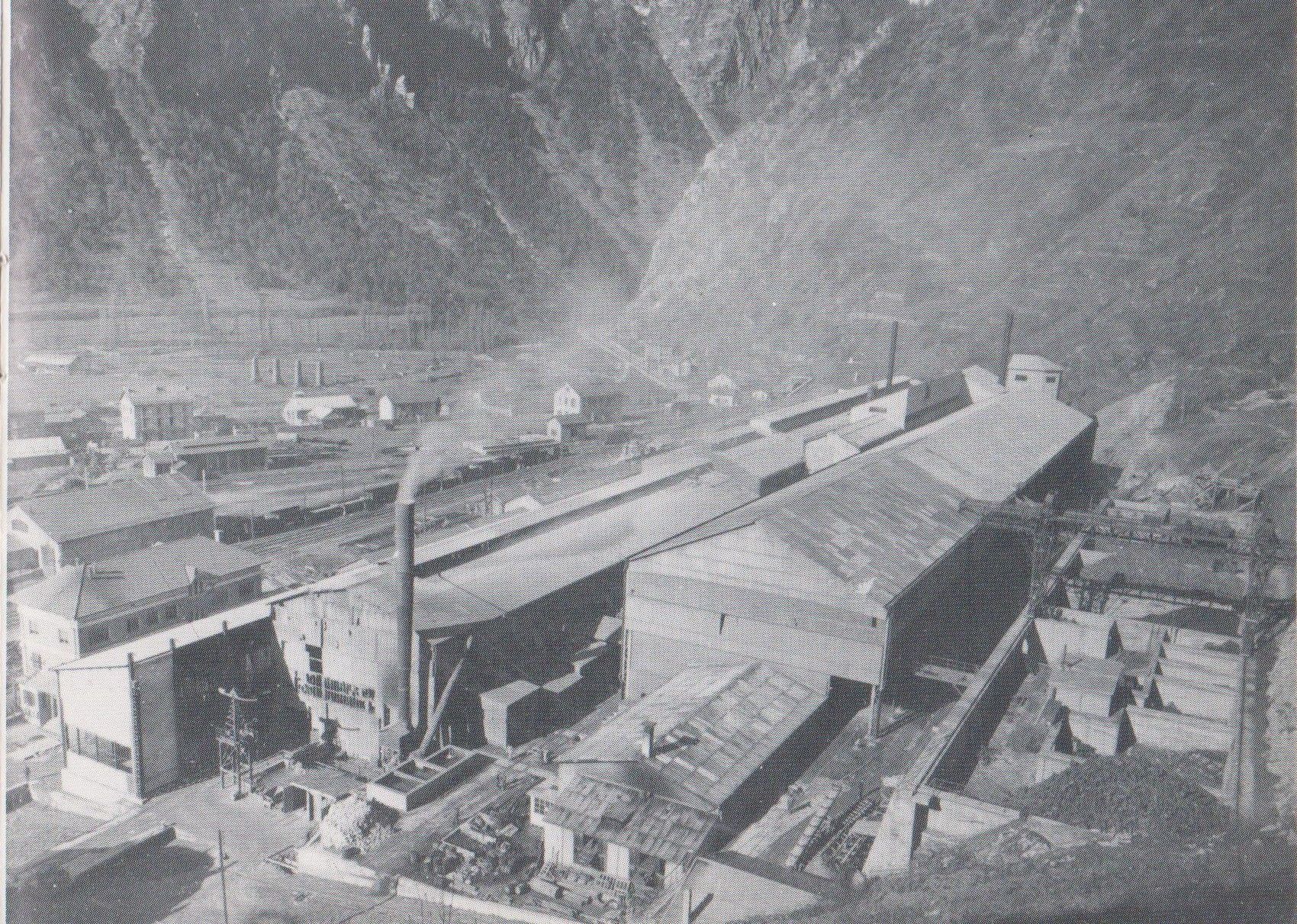
L'aciérie est étagée sur 5 niveaux.

La vieille cité archiépiscopale ne s'attendait pas à jouer sa partition dans l'aventure de la houille blanche. De fait, cette séquence n'aura été qu'une assez brève parenthèse dans sa longue histoire. Il s'agit d'abord, en 1932, de l'équipement d'une centrale hydroélectrique installée en rive gauche de l'Isère. La prise d'eau se situe sur la rivière à l'aval de la centrale de Pomblière. Elle fonctionne toujours sous une moyenne chute de 28 mètres et avec un débit de 28 m3/seconde. Sa puissance installée est de 4,5 kW et elle peut produire 33,5 GWh en année moyenne. La création en 1938 d'une aciérie, calée entre la voie ferrée et la montagne en dessous de Hautecour et étagée sur cinq niveaux devait imprimer une marque beaucoup plus visible dans le paysage urbain jusqu'à sa fermeture en 1982. L'initiative est venue de la SECEMAEU (Société d’électrochimie, d'électrométallurgie et des aciéries électriques d'Ugine). Il s'agissait de satisfaire à la forte demande du marché en acier inoxydable, c'est-à-dire allié au nickel et au chrome. Sa fabrication supposait la maîtrise d'une cuisine très complexe. Il faut, dans un premier temps, réduire la chromite, qui est un minerai d'oxyde de chrome, de son oxygène : on obtient alors du ferrochrome, seul susceptible de s'allier, dans un deuxième temps, à l'acier et au nickel dans l'aciérie proprement dite. Le procédé en usage à l'époque faisait intervenir  du coke, de la silice et de la chaux dans sa fabrication.

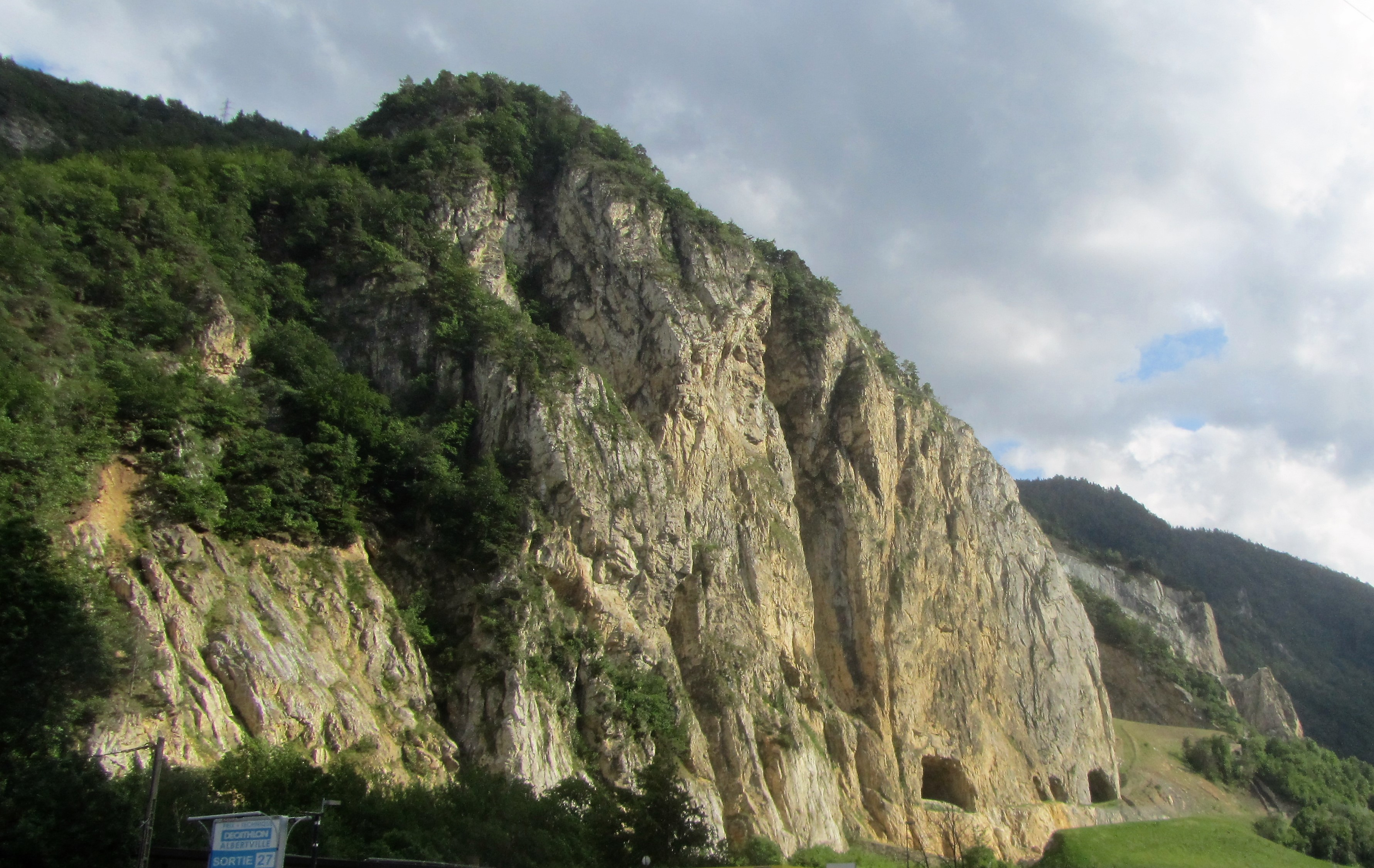
Carrière de quartzite de Saint-Marcel.

L'approvisionnement de l'usine supposait un recours important au chemin de fer, en particulier pour la chromite, en provenance de mines lointaines : il relayait le bateau depuis le port de Caronte, près de Marseille. Seule la silice était disponible sur place : elle était livrée par camion par Claraz-Aynard, exploitant de la vaste carrière de quartzite qui éventrait la rive gauche de l'Isère à l'aval de Pomblière. Autres marques dans le paysage : les décharges des laitiers, ces résidus de la fabrication, sur les bas-côtés des routes de Pomblière, de Brides-les-Bains et des Belleville savoyardes. Si l'on ajoute la pollution par les fumées, il faut admettre que la « cuve » de Moûtiers supportait assez mal ces nuisances. On s'en accommodait car l'usine était un important pourvoyeur d'emplois : au premier janvier 1974 l'effectif se montait à 487 personnes contre 200 en 1939. Grâce aux services d'autocars étaient recrutés de nombreux ouvriers-paysans qui voyaient avantage au système des trois huit. Il en venait du Berceau tarin autour d'Aime, de la vallée des Belleville et de celle du Doron de Bozel.
En cette période des Trente Glorieuses, la situation inspirait cependant de graves inquiétudes. Paradoxalement, car jamais les perspectives n'avaient été aussi prometteuses. La production française d'acier inoxydable avait été multipliée par 20 en 24 ans. Pour faire face à la demande, la SECEMAEU avait construit à l'Ardoise (Gard), sur les bords du Rhône, dans les années 1960, une réplique de l'usine savoyarde dont la production, à la veille de nouveaux investissements, était quatre fois supérieure et idéalement placée pour faire face à la concurrence. C'est au point qu'on pouvait s'interroger sur l'utilité de Moûtiers. Son avenir semblait devoir être dans la satisfaction de commandes « sur mesure » pour des qualités d'aciers spécifiques et demandées en faible quantité. Mais il y avait plus grave encore. Grâce à de nouvelles techniques, l'élaboration complexe du ferrochrome avait été fortement simplifiée et il était facile d'imaginer que les pays producteurs de chromite trouveraient avantage à la valoriser en intégrant sa fabrication. À l'Ardoise même, deux des trois unités de ferrochrome avaient cessé de fonctionner. À Moûtiers, l'obsolescence condamnait à la fermeture à brève échéance. Les bâtiments de l'usine ont été rasés pour faire place au centre d'organisation des Jeux Olympiques d'Albertville de 1992.

## Politique et administration

### Maires de Moûtiers

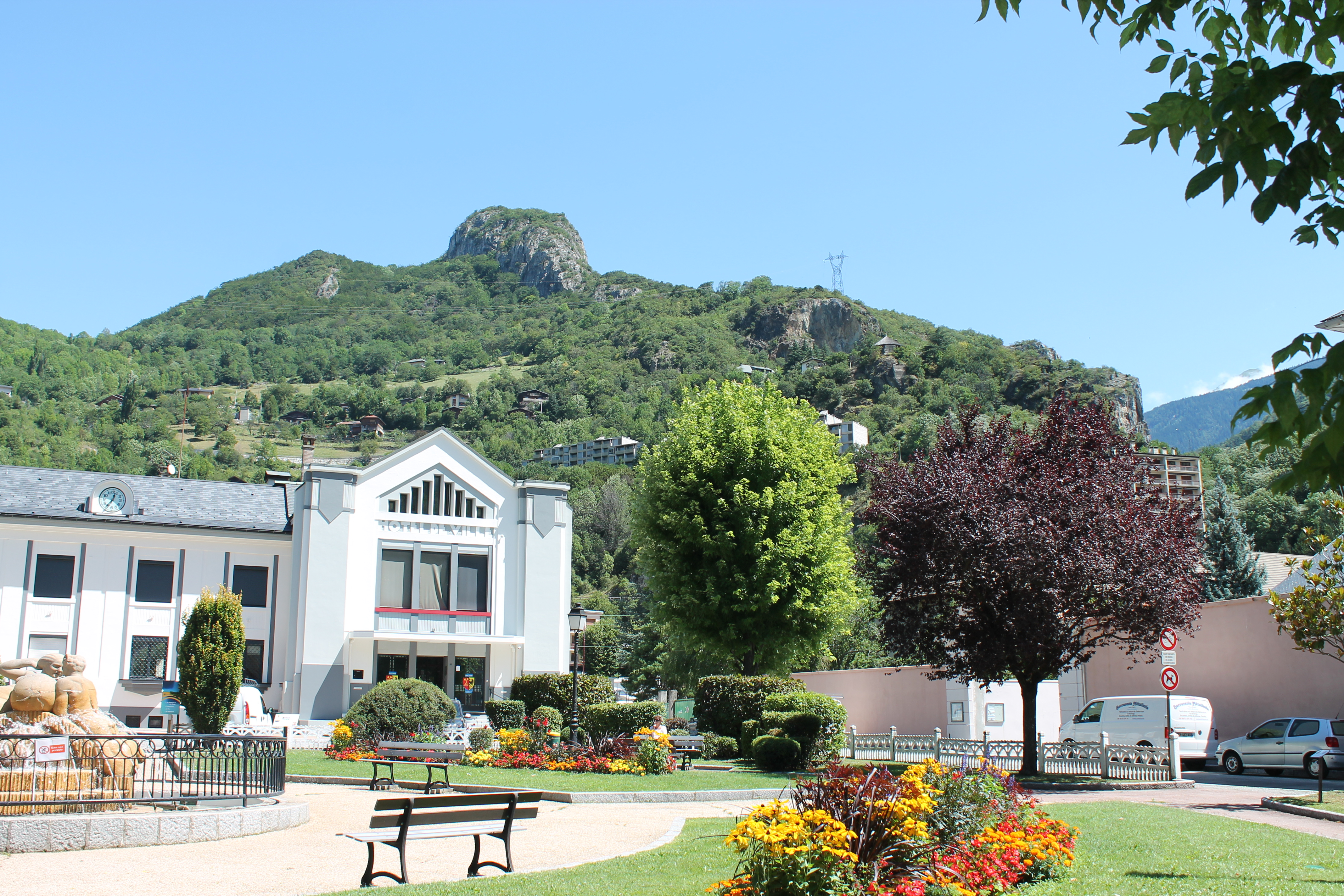
Hôtel de ville de Moûtiers.

Pour la liste des différents représentants de la paroisse puis commune de Moûtiers du temps du duché de Savoie du XVe siècle à nos jours, voir l'article détaillé. Depuis 1945, huit maires se sont succédé :
| Période        | Période                         | Identité                | Étiquette    | Qualité |
| -------------- | ------------------------------- | ----------------------- | ------------ | --- |
| mai 1945       | juin 1951                       | Antoine Bernard-Granger |              | Industriel |
| juillet 1951   | mars 1965                       | Charles Roussel         |              | Notaire |
| mars 1965      | mars 1971                       | Maurice Calloc'h        |              | Dentiste |
| mars 1971      | février 1983                    | Jean Chat               |              | Gérant de société Adjoint au maire (1965 → 1971) |
| février 1983   | juin 1995                       | Gilbert Tartarat        | RPR          | Cadre d'usine Conseiller général du canton de Moûtiers (1982 → 1994) |
| juin 1995      | mars 2001                       | René Ramaglia           | DVD          | Commerçant |
| mars 2001      | avril 2014                      | Philippe Nivelle        | RPR puis UMP | Ingénieur |
| avril 2014     | septembre 2024                  | Fabrice Pannekoucke     | UMP-LR       | Responsable de cabinet Conseiller régional d'Auvergne-Rhône-Alpes (2016 → ) Président de la CC Cœur de Tarentaise (2009 → 2024) Maire de Saint-Jean-de-Belleville (2001 → 2014) |
| septembre 2024 | En cours (au 18 septembre 2024) | Chantal Martin          | LR           | Retraitée |

### Instances judiciaires et administratives
- Centre de finances publiques de Moûtiers.

Le tribunal de première instance a été supprimé en 1944.
Le tribunal d'instance a été supprimé en 2011.

### Jumelages
Verrès (Italie), en Vallée d'Aoste.

## Population et société

### Démographie
Ses habitants sont appelés les Moutierain(e)s,.

#### Évolution démographique
Sur une période de quatre siècles, de 1561 (1 239 habitants) jusqu'en 1982 (4 342 habitants), la population de Moûtiers a augmenté de manière régulière. Depuis ce maxima, la population baisse pour atteindre, au dernier recensement de 2016, 3 509 habitants. Elle passe notamment, en ce qui concerne la population totale entre l'année 2015 et 2016, de la dix-neuvième à la vingt-et-unième place au niveau départemental.
L'évolution du nombre d'habitants est connue à travers les recensements de la population effectués dans la commune depuis 1793. Pour les communes de moins de 10 000 habitants, une enquête de recensement portant sur toute la population est réalisée tous les cinq ans, les populations de référence des années intermédiaires étant quant à elles estimées par interpolation ou extrapolation. Pour la commune, le premier recensement exhaustif entrant dans le cadre du nouveau dispositif a été réalisé en 2006.

En 2022, la commune comptait 3 482 habitants, en évolution de −0,77 % par rapport à 2016 (Savoie : +3,63 %, France hors Mayotte : +2,11 %).
| 1793  | 1800  | 1806  | 1822  | 1838  | 1848  | 1858  | 1861  | 1866  |
| ----- | ----- | ----- | ----- | ----- | ----- | ----- | ----- | ----- |
| 1 898 | 1 914 | 1 847 | 1 629 | 2 330 | 2 072 | 2 026 | 1 957 | 1 770 |

| 1872  | 1876  | 1881  | 1886  | 1891  | 1896  | 1901  | 1906  | 1911  |
| ----- | ----- | ----- | ----- | ----- | ----- | ----- | ----- | ----- |
| 1 946 | 2 000 | 1 967 | 2 310 | 2 397 | 2 489 | 2 602 | 2 708 | 2 550 |

| 1921  | 1926  | 1931  | 1936  | 1946  | 1954  | 1962  | 1968  | 1975  |
| ----- | ----- | ----- | ----- | ----- | ----- | ----- | ----- | ----- |
| 2 339 | 2 555 | 2 976 | 2 911 | 3 105 | 3 789 | 3 788 | 4 161 | 4 187 |

| 1982  | 1990  | 1999  | 2006  | 2011  | 2016  | 2021  | 2022  | - |
| ----- | ----- | ----- | ----- | ----- | ----- | ----- | ----- | - |
| 4 342 | 4 295 | 4 151 | 3 936 | 3 779 | 3 509 | 3 475 | 3 482 | - |

#### Pyramide des âges
En 2018, le taux de personnes d'un âge inférieur à 30 ans s'élève à 35,9 %, soit au-dessus de la moyenne départementale (33,6 %). À l'inverse, le taux de personnes d'âge supérieur à 60 ans est de 25,6 % la même année, alors qu'il est de 26,7 % au niveau départemental.
En 2018, la commune comptait 1 663 hommes pour 1 848 femmes, soit un taux de 52,63 % de femmes, légèrement supérieur au taux départemental (51,04 %).
Les pyramides des âges de la commune et du département s'établissent comme suit.
| Hommes | Classe d’âge | Femmes |
| ------ | ------------ | ------ |
| 0,2    | 90 ou +      | 3,0    |
| 6,3    | 75-89 ans    | 12,2   |
| 13,3   | 60-74 ans    | 15,5   |
| 20,0   | 45-59 ans    | 19,4   |
| 19,5   | 30-44 ans    | 18,3   |
| 20,7   | 15-29 ans    | 16,1   |
| 20,1   | 0-14 ans     | 15,4   |

| Hommes | Classe d’âge | Femmes |
| ------ | ------------ | ------ |
| 0,7    | 90 ou +      | 2      |
| 7,2    | 75-89 ans    | 9,9    |
| 17,1   | 60-74 ans    | 18     |
| 21,1   | 45-59 ans    | 20,4   |
| 18,9   | 30-44 ans    | 18,4   |
| 17,2   | 15-29 ans    | 15,1   |
| 17,7   | 0-14 ans     | 16,2   |

#### Ménages
Le nombre total de ménages moutiérains est de 1 769. Ces ménages ne sont pas tous égaux en nombre d'individus. Certains de ces ménages comportent une personne, d'autres deux, trois, quatre, cinq voire plus de six personnes. Voici ci-dessous, les données en pourcentage de la répartition de ces ménages par rapport au nombre total de ménages.
| Ménages de :                | 1 personne | 2 pers. | 3 pers. | 4 pers. | 5 pers. | 6 pers. ou + |
| --------------------------- | ---------- | ------- | ------- | ------- | ------- | ------------ |
| Moûtiers                    | 38,8 %     | 27,3 %  | 14,9 %  | 11,9 %  | 4,6 %   | 2,5 %        |
| Moyenne Nationale           | 31 %       | 31,1 %  | 16,2 %  | 13,8 %  | 5,5 %   | 2,4 %        |
| Sources des données : INSEE |            |         |         |         |         |              |

### Enseignement
La commune de Moûtiers est située dans l'académie de Grenoble. En 2019, elle administre une école maternelle et une école élémentaire. Le groupe scolaire porte le nom Darantasia. La commune dispose également d'une école maternelle et élémentaire privée, Sainte-Thérèse,.
L'ensemble des établissements sont rattachés, en 2019, au collège public du canton, le collège Jean-Rostand,. Le collège possède une Section européenne, une Section sportive scolaire « Ski / Snow » ainsi qu'une Section d'Enseignement Général et Professionnel Adapté (S.E.G.P.A.),. En raison d'un recrutement en milieu montagnard, le collège dispose d'un internat,. Il existe également un Collège privé Sainte-Thérèse,. Ce dernier dispose d'un accueil pour enfants à haut potentiel (HPI).
La commune possède un lycée polyvalent Ambroise-Croizat, général, technologique et professionnel, où les 836 élèves (2019) peuvent poursuivre des enseignements optionnels à travers une Section européenne, une Classe de troisième prépa-métiers, une Unité localisée pour l'inclusion scolaire, des Sections sportives/pôle espoirs ski et disciplines nordiques, ainsi que des sections bi-qualifiantes (Brevets d'État accompagnateur montagne, ski alpin et ski de fond),,. Le lycée, recrutant les élèves de la vallée et des environs, il dispose d'un internat (75 places),. Il propose également une formation post-bac avec des qualifications en hôtellerie et tourisme de montagne. Le lycée a été baptisé Ambroise-Croizat en 2001.

### Santé
Moûtiers est doté d'un centre hospitalier (centre hospitalier intercommunal Albertville-Moûtiers).

### Sports et événements sportifs
En 1992, la commune a accueilli le centre de retransmission télévisée des Jeux Olympiques d'Albertville.
En football, en 2006-2007, création de l'Entente Sportive de Tarentaise, née de la fusion entre l'AST Moûtiers-Pomblière (créé en 1932) et l'ES Aigueblanche - Notre Dame de Briançon (créé en 1996). Après avoir connu le championnat de ligue lors de la saison 2006/2007, le club évolue, depuis, au niveau départemental.
La ville de Moûtiers a été trois fois ville-départ du Tour de France, en 1973, 1994 et 2023. Le site ajoute celui de 1979, avec l'arrivée et le départ depuis Les Ménuires.

### Médias
La commune édite une lettre d'information de la mairie, Info's Moûtiers (no 1 - février 2019). Il est également possible de le consulter sur le site de la ville.
La presse est représentée majoritairement par les grands quotidiens régionaux et notamment Le Dauphiné libéré avec une édition pour la vallée de la Tarentaise. Plus localement, on trouve une presse nombreuse, avec La Savoie, La Tarentaise Hebdo. En plus des stations de radiophonie nationales, la ville est couverte par de nombreuses antennes locales dont France Bleu Pays de Savoie, ODS Radio, Radio Altitude, Montagne FM… La télévision locale TV8 Mont-Blanc diffuse des émissions sur les pays de Savoie. Régulièrement l’émission La place du village expose la vie locale du bassin aixois. C’est également le cas dans les informations locales de cette même chaîne télévisée ainsi que sur France 3 dans l’édition locale et régionale.

## Économie

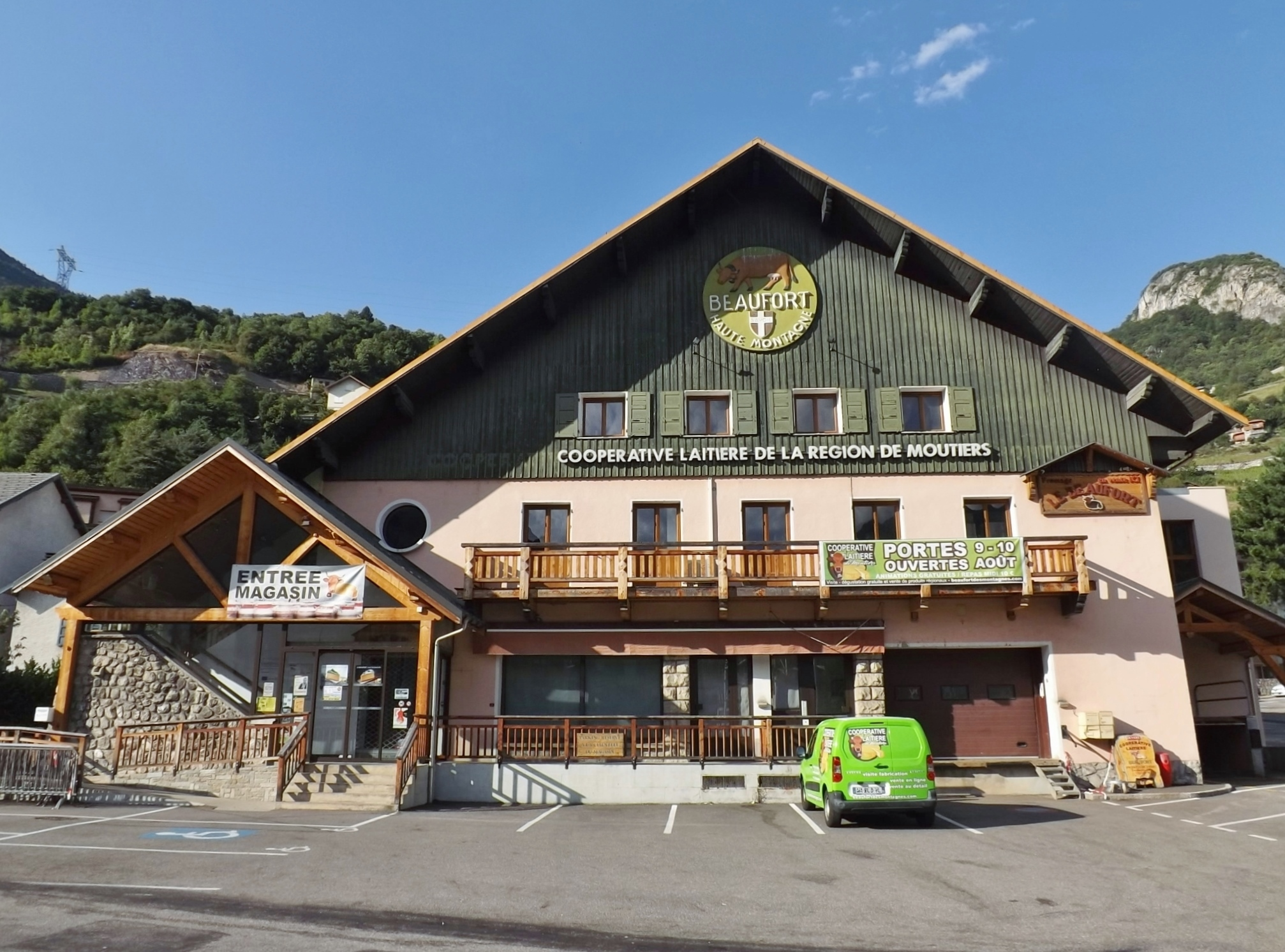
La coopérative laitière de Moûtiers et sa région, l'un des lieux de collecte, de production et de vente du Beaufort.

### Emploi
En 2016, le nombre d'emplois est estimé à 2 199. Le taux de chômage de la commune — tel que défini par l'Insee dans ses enquêtes de recensement — s'élevait à 12,8 % en 2016, un chiffre nettement au-dessus de la moyenne départementale, 9,5 %, mais encore en dessous de la moyenne nationale, 14,1 %. Le taux de chômage a baissé depuis 2011, puisqu'il s'élevait alors à 14 % (département : 8,5 % ; France entière : 12,8 %).

### Commerce
La ville de Moûtiers dispose de nombreux commerces dans le centre-ville : boulangeries, boucheries-charcuteries-traiteurs, épiceries, poissonnier, cafés/restaurants, hôtels, salons de coiffure, librairies-papeteries, etc. ou dans ses deux zones commerciales des Salines et de la Chaudanne.

### Tourisme et restauration
Au 1er janvier 2019, l'Insee indique que la capacité hôtelière de la commune de Moûtiers est de 148 chambres réparties dans  5 hôtels dont 3 hôtels deux étoiles, 1 hôtel trois étoiles et 1 hôtel non classé. La commune ne dispose pas d'hôtellerie de plein air.
L'organisme promotionnel Savoie Mont Blanc estimait en 2018 que la capacité d'accueil de la commune était de 1 169 lits touristiques répartis dans 165 établissements. Les hébergements se répartissent comme suit : 1 meublé et 5 hôtels.
La commune a obtenu le label national Village étape en 2020.

## Culture et patrimoine

### Lieux et monuments

#### Les monuments
La commune compte trois monuments répertoriés à l'inventaire des monuments historiques et aucun lieu répertorié à l'inventaire général du patrimoine culturel. Par ailleurs, elle compte deux cent quarante-sept objets répertoriés à l'inventaire des monuments historiques et aucun répertorié à l'inventaire général du patrimoine culturel.

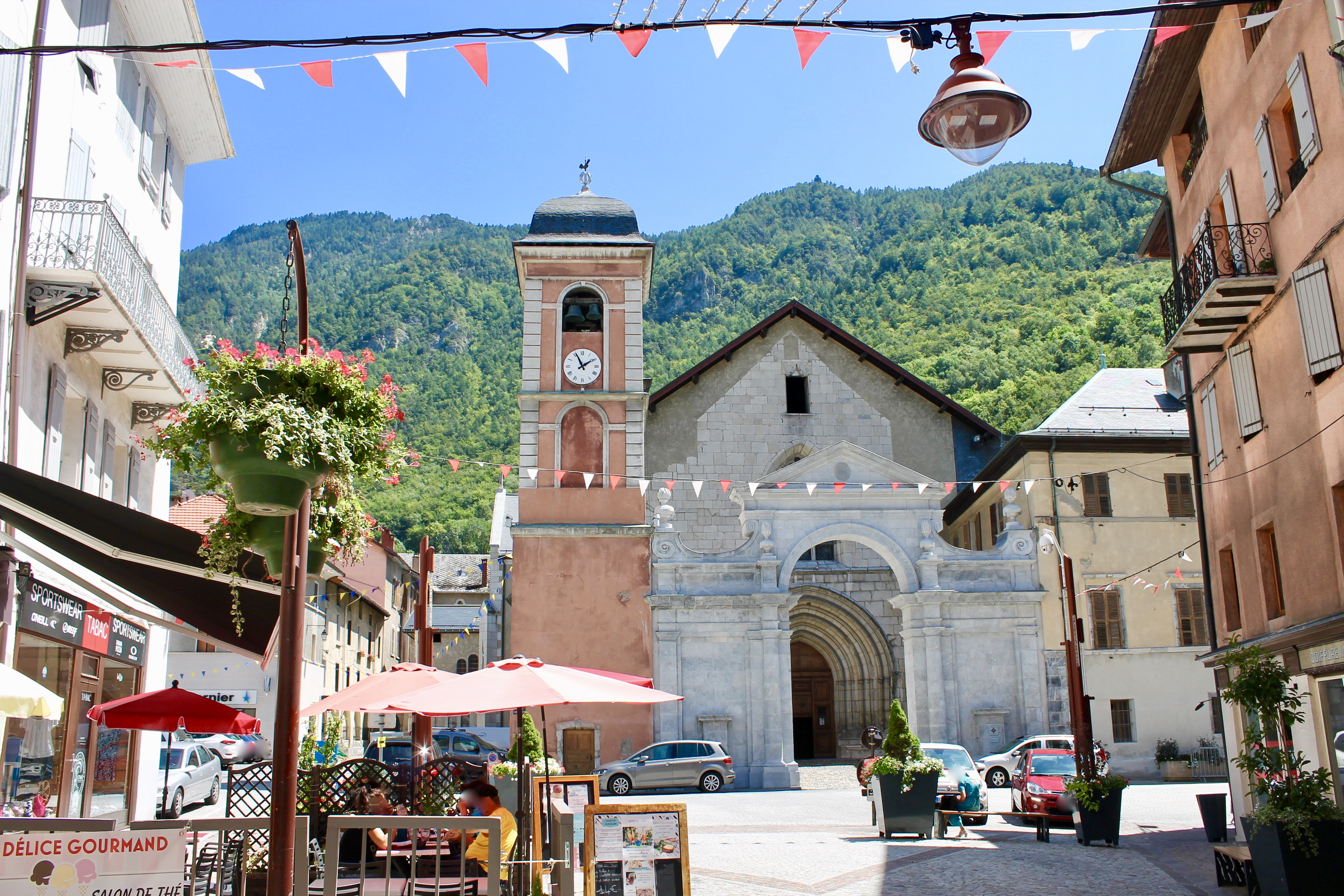
Grande Rue débouchant sur la cathédrale Saint-Pierre.
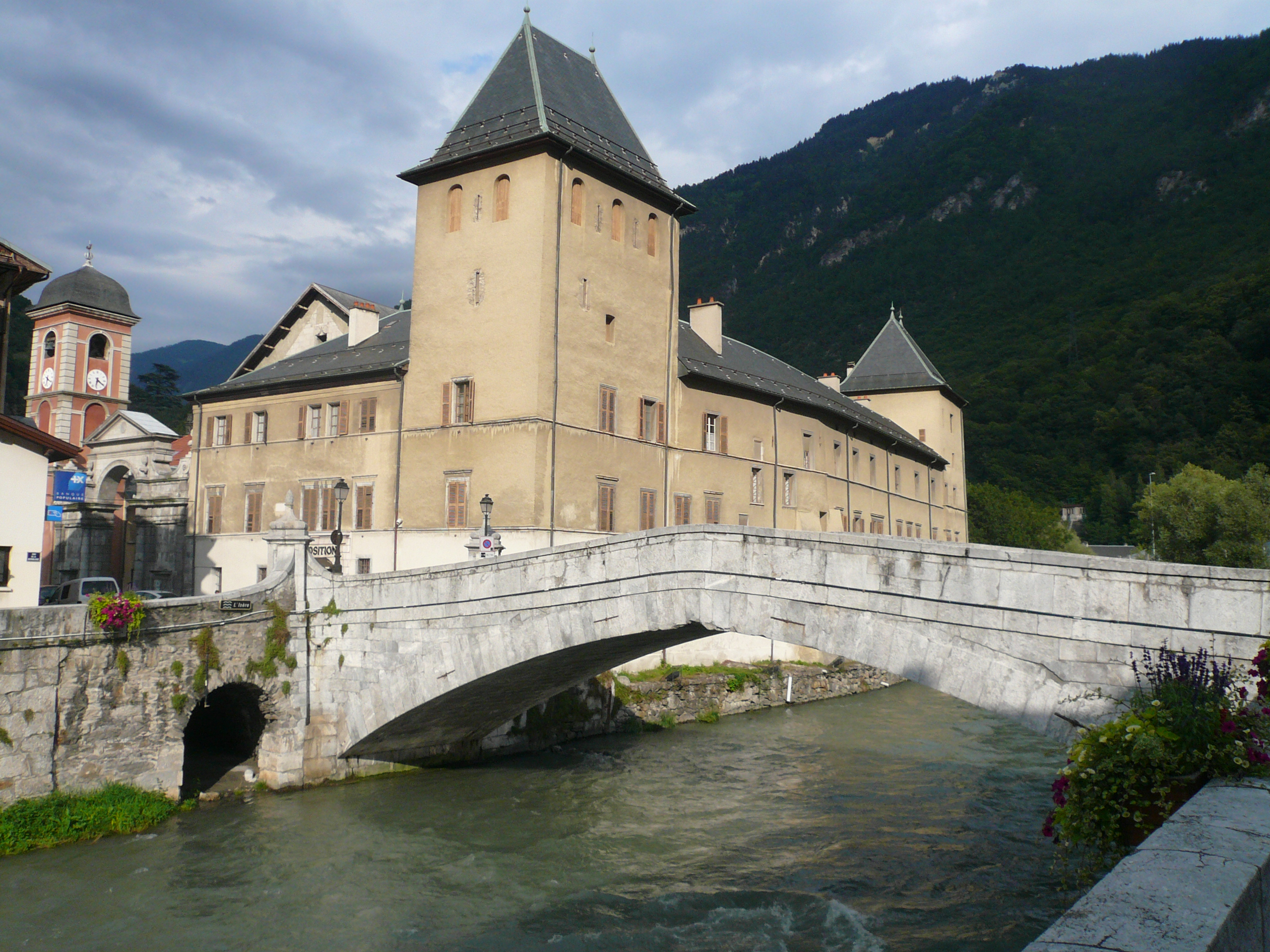
Le pont Saint-Pierre, l'ancien évêché de Tarentaise et l'entrée de la cathédrale Saint-Pierre.
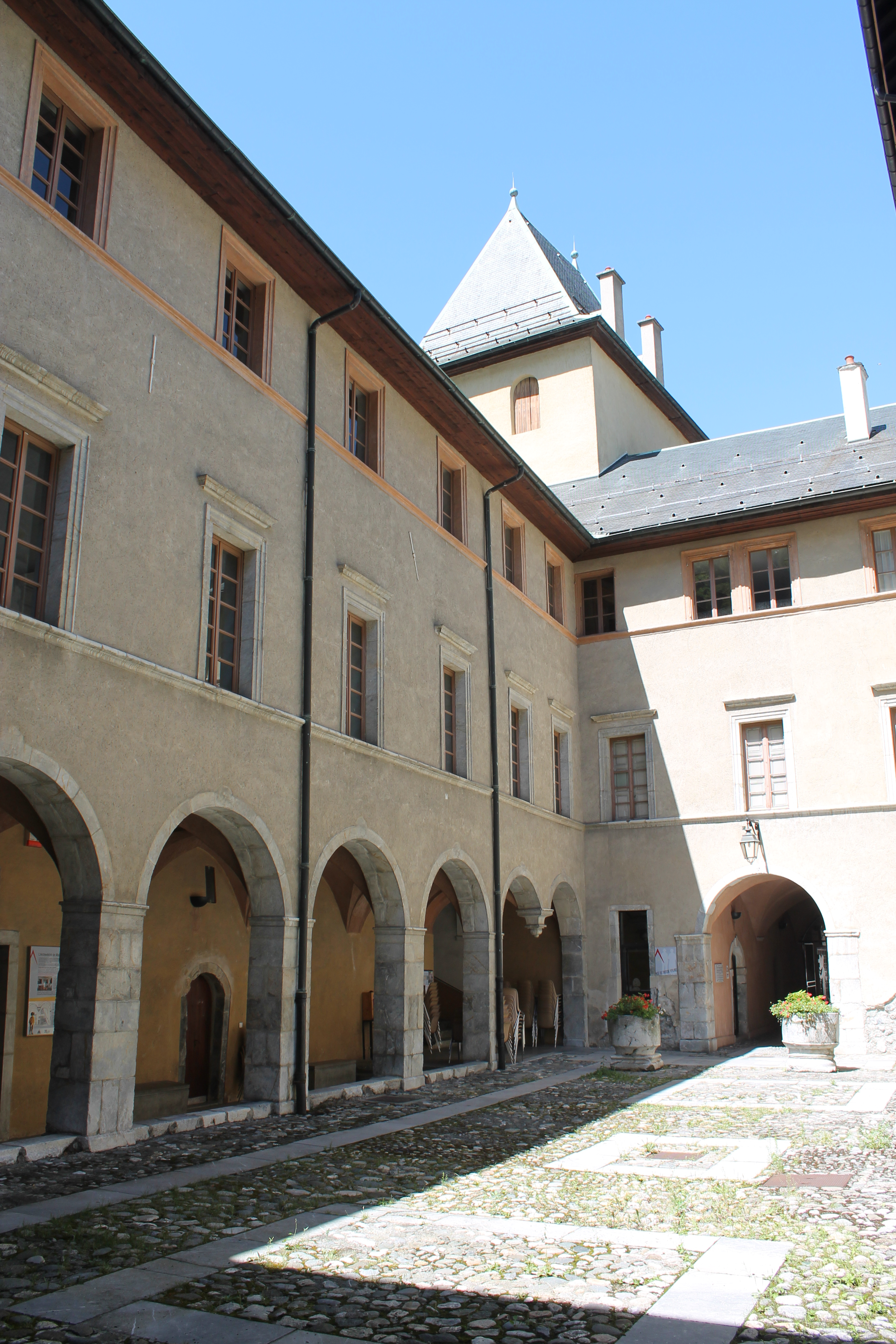
Cour de l'évêché.
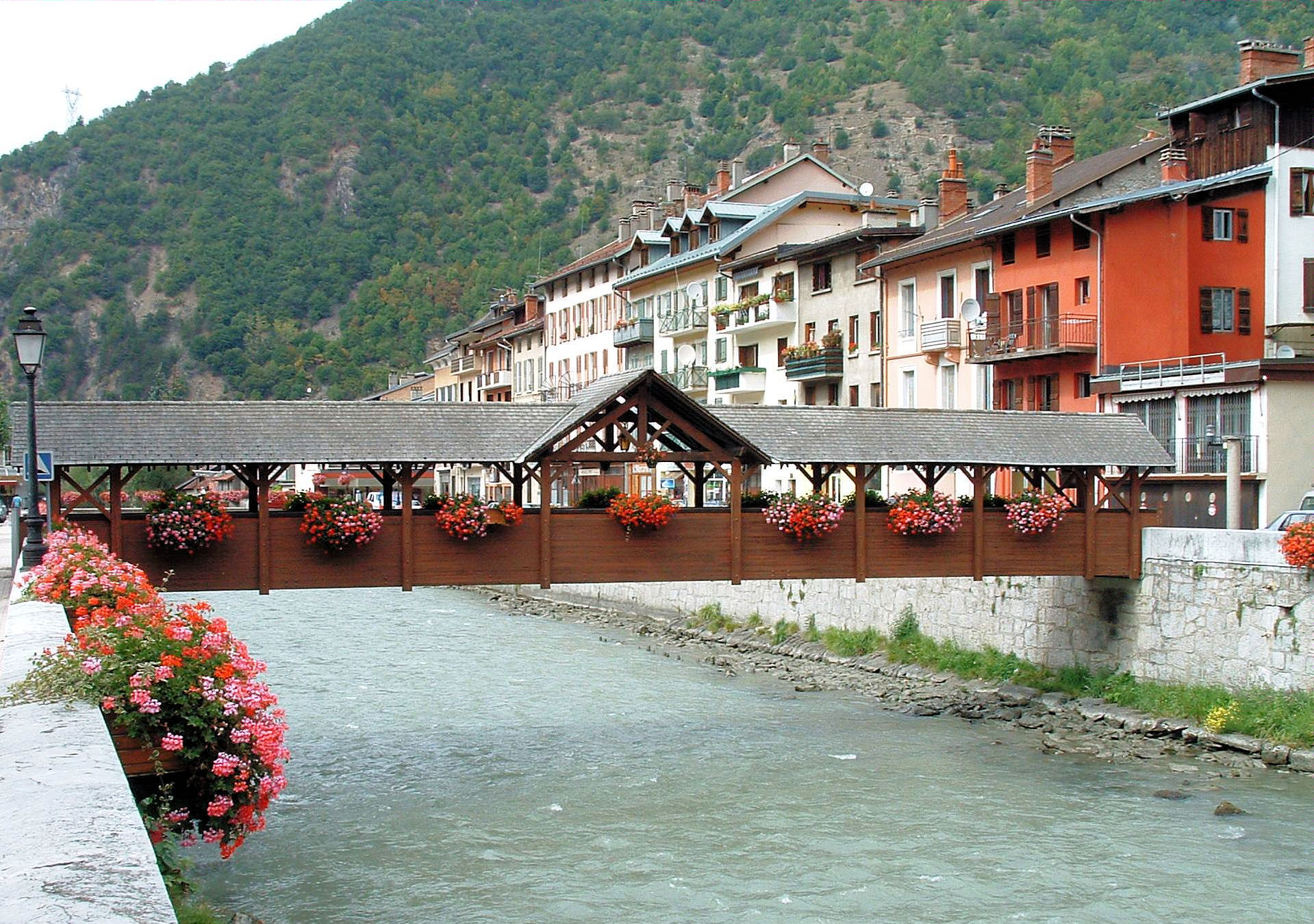
Passerelle sur l'Isère.
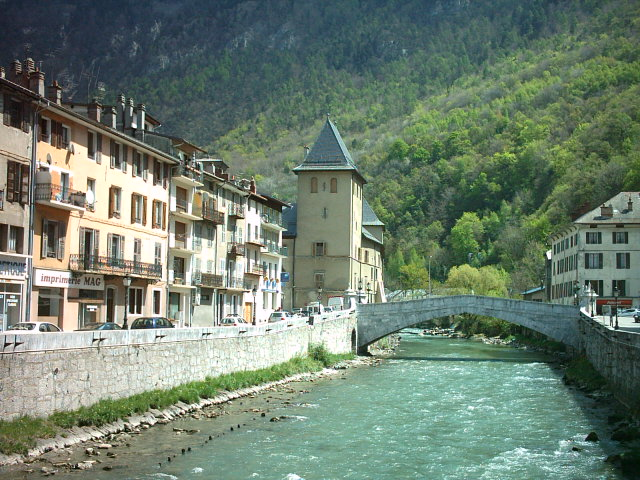
Centre-ville de Moûtiers.
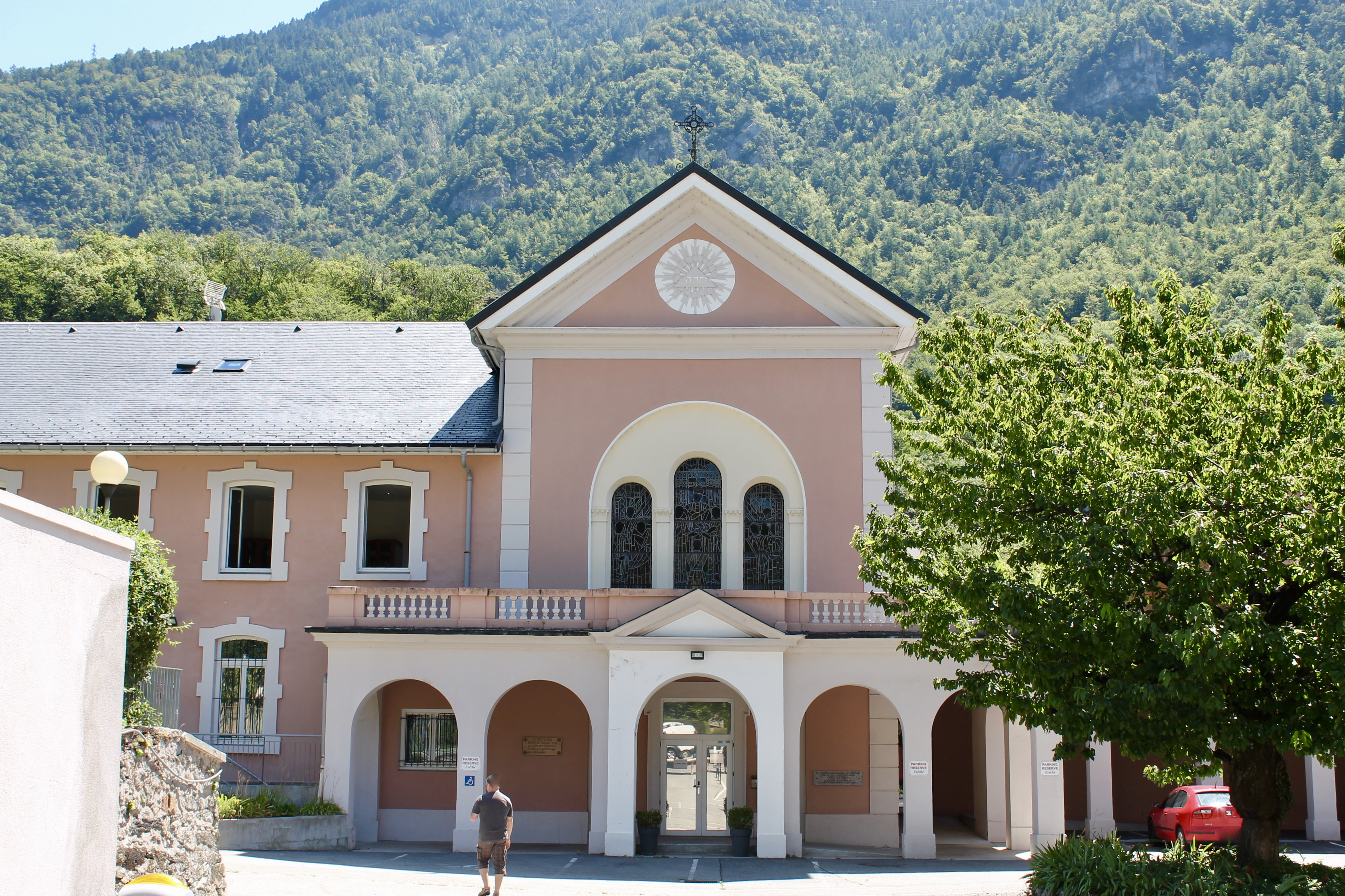
Maison diocésaine de Tarentaise.

La ville était le centre de l'évêché, puis de l'archevêché de Tarentaise. Ce diocèse est, depuis 1966, uni, avec celui de la Maurienne, à l'archidiocèse de Chambéry donnant naissance à l'archidiocèse de Chambéry, Maurienne et Tarentaise. De ce passé religieux, la cité a gardé un patrimoine riche :
- La cathédrale Saint-Pierre, construction et transformation entre le 11e et le 19e siècle[71] ;
- Le palais épiscopal de Tarentaise[72], accueillant le Centre culturel Marius Hudry et le Musée des traditions populaires de Moûtiers ;
- Le prieuré Saint-Martin XIe siècle[73], devenu en partie le grand séminaire de Moûtiers, créé au XVIIe siècle (1656-1672)[74],[75]. Une partie du prieuré accueille, en 1803, l'École des mines, dénommée alors « École des Mines du Mont Blanc »[73],[76], puis hôpital[75]. La tour romane a été démolie en 1905.
- Le prieuré Saint-Michel[77] ;
- Le nouveau grand séminaire (1827-1831)[78], vendu, puis racheté par le diocèse il accueille désormais Maison diocésaine de Tarentaise ainsi qu'un centre d'hébergement depuis 2011.

D'autres lieux sont symboliques de la ville
- Le pont Saint-Pierre permettant de passer l'Isère, construit en 1785[79] ;
- La France ailée et casquée à genoux, monument aux morts de la guerre de 1914-1918, par le statuaire Philippe Besnard, inauguré en 1922[80].

#### Espaces verts
La commune possède deux espaces verts : le parc de la Mairie et le jardin de l'Évêché.

### Patrimoine culturel
- Centre culturel Marius-Hudry.
- Musée des Traditions populaires.

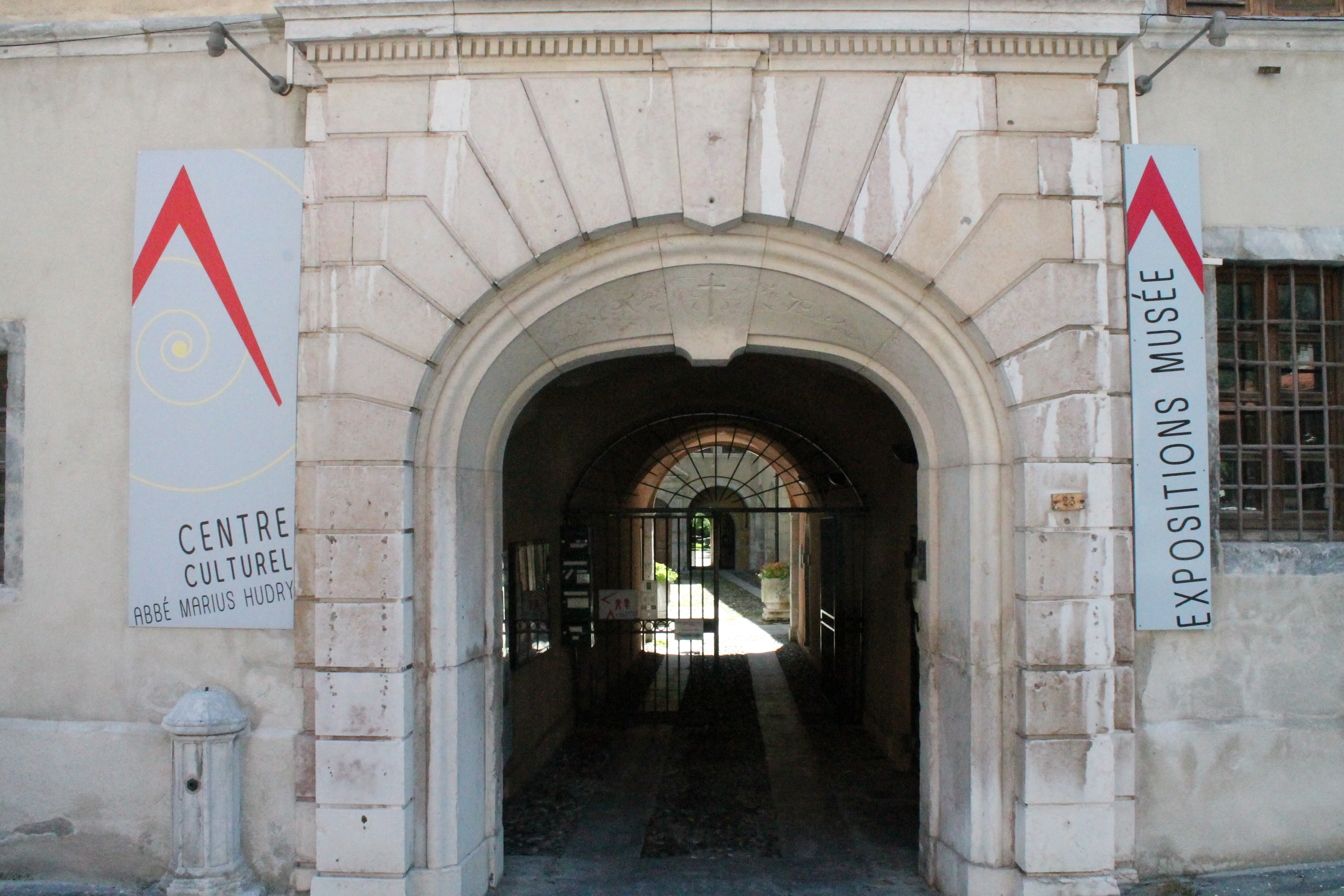
Entrée du musée et du centre culturel.

- Musée d'Histoire et d'Archéologie, où l'on trouve les collections de l'Académie de la Val d'Isère.

### Personnalités liées à la commune

#### Personnalités religieuses et civiles
- Évêques, archevêques et archevêques-comtes de Tarentaise
- Nicolas Oudéard (1645-1692), artiste-peintre, décorateur d'églises. Il résidait à Moûtiers.
- Pierre Joseph de Rivaz (1711-1772), ingénieur et historien de Savoie. Nommé  comme ingénieur aux Salines Royales, il meurt à Moûtiers le 6 août 1772.
- Charles-François de Buttet (1738-1797), chevalier de l'ordre des Saints-Maurice-et-Lazare, membre de l'Académie des Sciences de Turin, ingénieur sous les règnes des rois Charles-Emmanuel III et Victor-Amédée III, inspecteur général des Salines de Tarentaise, directeur des Salines Royales de Moûtiers.
- Jean-Pierre de Ransonnet-Bosford (1744-1796), général des armées de la République y est décédé en fonctions.
- Jean-Marie Durandart (1766), avocat, président du tribunal de première instance de Moûtiers (1806-1809), élu député pour le département du Mont-Blanc (2 mai 1809 au 1er juillet 1813)[81]
- Comte Hyacinthe Fidèle Avet (24 avril 1788 à Moûtiers - 3 septembre 1855 à Turin) magistrat italien, son père, Laurent, était le sous-préfet de Tarentaise sous l'occupation française, puis intendant de la province de la Haute-Savoie à la suite de la restauration du duché[82]. Il devient membre de l'Académie de Savoie en 1824[83].
- Prudent Pohl dit Zanaroff (1885-1966), peintre, né à Moûtiers.
- Antoine Borrel (1878-1961), journaliste et homme politique. Il résidait à Moûtiers.
- Louis Finet (1897-1976), résistant, Compagnon de la Libération, mort et inhumé à Moûtiers.
- Anselme Boix-Vives (1899-1969), artiste-peintre, a vécu et est mort à Moûtiers.
- Joseph Gastaldo (1899-1955), dirigeant de la Résistance française.
- Éric Longuet (1974-), fonctionnaire au ministère de l'économie, des finances et de la souveraineté industrielle et numérique, né à Moûtiers.

#### Personnalités sportives
- Michel Vion (1959-), skieur alpin, champion du monde, président de la Fédération française de ski, natif.
- Joël Chenal (1973-), skieur alpin, natif.
- Frédéric Covili (1975-), skieur alpin, natif.
- Julien Lizeroux (1979-), skieur alpin, natif.
- Emmanuel Chedal (1983-), sauteur à ski, natif.
- Alexis Pinturault (1991-), skieur alpin, natif.
- Laura Gauché (1995-), skieuse alpine, native.

### Héraldique
| Armes de Moûtiers | Moûtiers possède des armoiries dont l'origine et le blasonnement exact ne sont pas disponibles. |

 Les armes de Moûtiers se blasonnent ainsi :
Parti, au premier de gueules aux deux clefs d'or passées en sautoir, liées du même, au second  d'or à l'aigle bicéphale de sable, becquée, membrée et couronnée de gueules 
Le blason de Moûtiers est daté du XIVe siècle. L'écu se divise en deux parties (ou blason parti) : à dextre, il représente les clefs, symbole de l'apôtre Pierre, patron du diocèse et de la cathédrale de la cité, et à senestre  l'aigle bicéphale.